# Kanada
Kanada (angolul és franciául Canada, ejtése angolul [ˈkænədə], franciául [kanaˈda]) az észak-amerikai kontinens nagy részén elterülő független, föderatív monarchia. Területe az Atlanti-óceántól a Csendes-óceánig terjed, északon pedig a Jeges-tengerig ér. Délen és északnyugaton az Amerikai Egyesült Államokkal határos, a két ország közötti határ a világ leghosszabb nem védett határa. Kanada a világ második legnagyobb kiterjedésű országa Oroszország után.
Területén évezredekig az őslakosok különböző csoportjai éltek. A 16. század végén a britek és a franciák felfedező utakat indítottak a területre, melyeket később az atlanti parton való letelepedés követett. 1763-ban a parttól nyugatabbra fekvő földek birtoklásáért vívott hétéves háborút követően Franciaország majdnem az összes észak-amerikai gyarmatát elvesztette. 1867-ben három brit gyarmat konföderációjával létrejött Kanada, egy négy tartományból álló, szövetségi alapon szervezett domínium. Az Egyesült Királysággal szembeni nagyobb autonómia megszerzésének folyamatának csúcspontja az 1931-es westminsteri statútum volt, ami a brit parlamenttől való maradék jogi függést megszüntető Canada Act 1982-vel (1982-es törvény Kanadáról) fejeződött be.
Kanada egy tíz tartományból és három területből álló föderáció, melynek fővárosa Ottawa. Politikai berendezkedése alapján parlamentáris demokrácia és alkotmányos monarchia, a jelenlegi államfője III. Károly. Kanada hivatalosan kétnyelvű és multikulturális állam, az angol és a francia is hivatalos nyelv, szövetségi szinten és Új-Brunswick tartományban egyaránt. Mint technológiailag fejlett ipari állam, Kanada gazdasága igen szerteágazó, és erősen függ a bőséges természeti erőforrásoktól, valamint a kereskedelemtől, különösen az Egyesült Államokkal, mellyel az ország nagy múltra visszatekintő és összetett kapcsolatban áll. A fosszilis tüzelőanyagoknak és a vízierőműveknek köszönhetően az ország az energetika terén önellátó. Kanada tagja a G8-nak és a G20-nak, a NATO-nak, az OECD-nek, a WTO-nak, a Nemzetközösségnek, a Frankofóniának, az OAS-nak, az APEC-nek és az ENSZ-nek.

## Etimológia

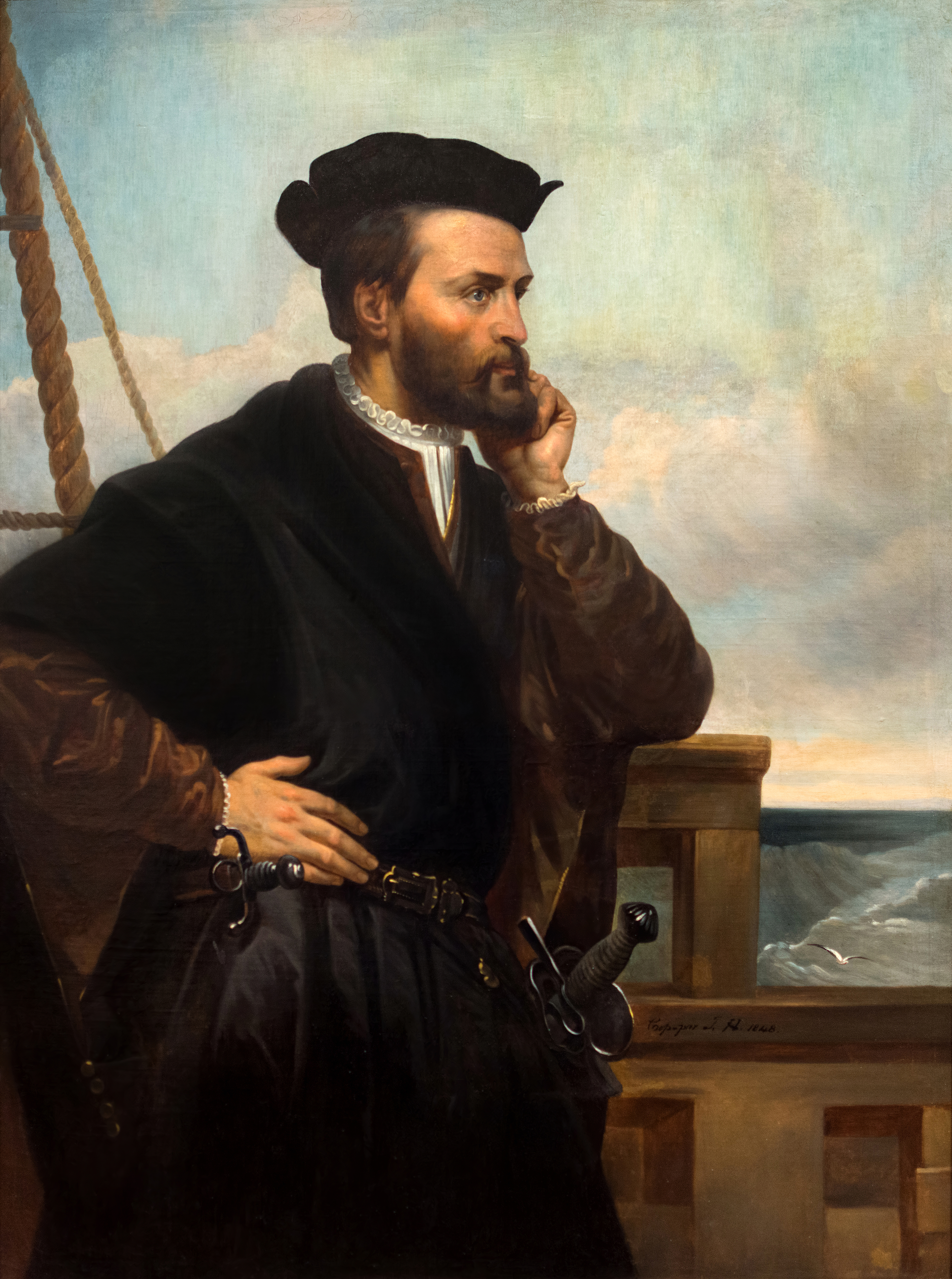
Jacques Cartier

A Kanada név (angolul Canada; kiejtése angolul: [ˈkænədə], franciául: [kanada]) a Szent Lőrinc-folyónál beszélt irokéz kanata szóból ered, melynek jelentése „falu”, „település”. 1535-ben a mai Québec város helyén élő őslakosok ezt a szót használták Jacques Cartier, francia felfedező eligazítására Stadacona falu irányába. Cartier később a Canada szót használta nem csak a falura való hivatkozásként, de a Donnacona (Stadacona törzsfője) által uralt egész területre is; az európai könyvek és térképek 1545-re kezdtek Canadaként utalni erre a területre.
A 17. század elejétől Új-Franciaország Szent Lőrinc-folyó és a Nagy-tavak északi partjai mentén található területét hívták Canadának, amit később két brit gyarmatra, Felső-Kanadára és Alsó-Kanadára osztottak fel, melyeket 1841-ben Kanada Tartomány (Province of Canada) néven újraegyesítettek. Az 1867-es kanadai konföderáció létrehozását követően az ország hivatalos neve Kanada (Canada), a címe pedig domínium lett; így a kombinált Kanada Domínium (Dominion of Canada) nevet használták az 1950-es évekig. Azután, hogy Kanada kifejezésre juttatta Nagy-Britanniától való politikai függetlenségét, a szövetségi kormány egyre inkább a sima Kanada megnevezést kezdte használni az állami dokumentumokon és szerződéseken; ezt a változást jelölte a nemzeti ünnep, a Dominion Day (Domínium-nap) átnevezése Canada Dayre (Kanada-nap) 1982-ben.

## Földrajz és éghajlat

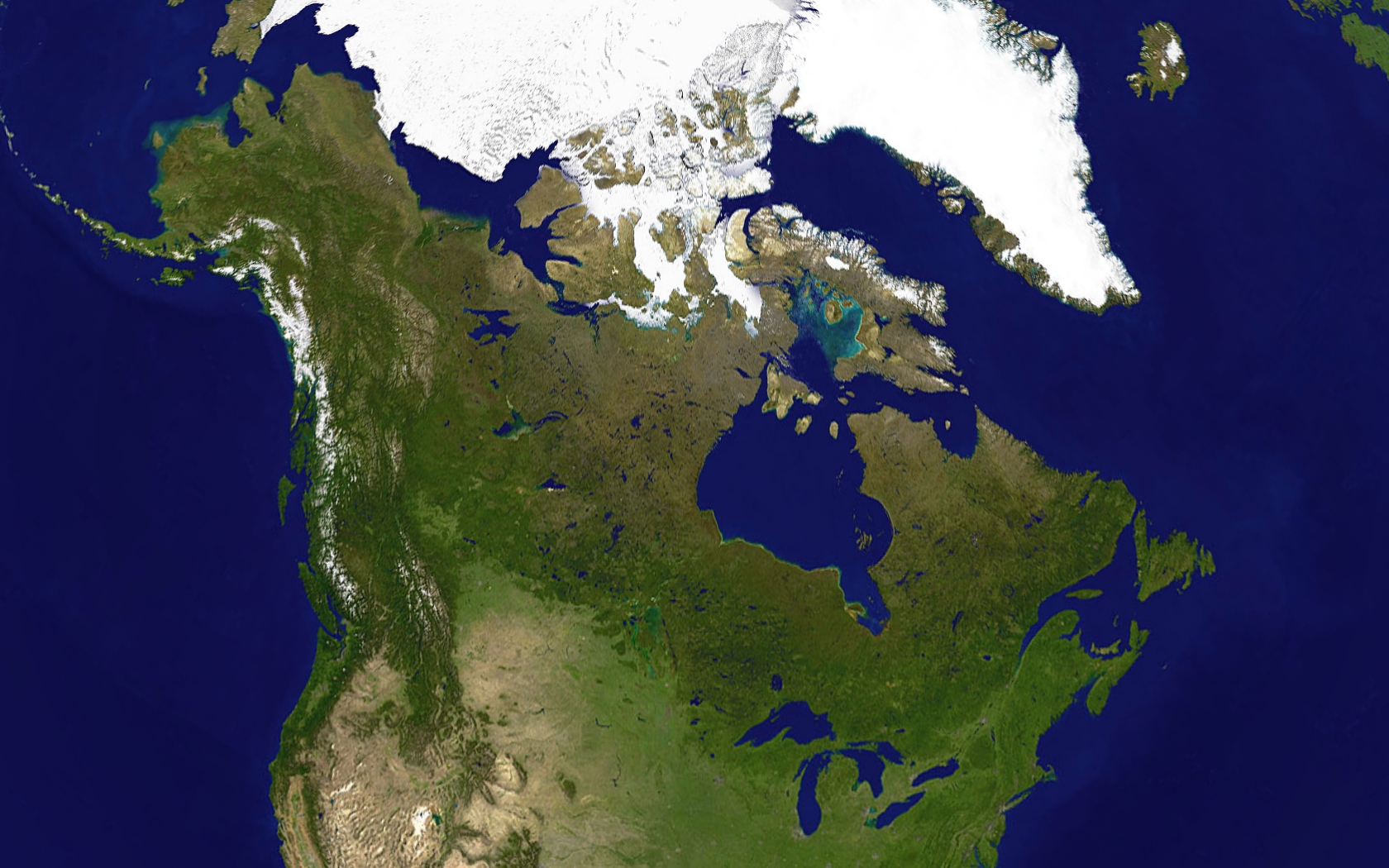
Egybeszerkesztett műholdkép Kanadáról. A Kanadai-pajzs uralkodó növényzete északkeleten a tajga. Az Arktiszon főleg jégmezők és tundra található. A kanadai Sziklás- és Parti-hegység területén gleccserek láthatók. A mezőgazdaságot a sík és termékeny prérik tartják fent. Délkeleti síkságon, ahol a kanadai lakosság többsége él, a Szent Lőrinc-folyót a Nagy-tavak táplálják

Kanada az észak-amerikai szárazföld északi részén fekszik. Szárazföldi határa az Amerikai Egyesült Államokkal (Alaszkát is beleszámítva ennek hossza 8890 km), valamint – 2022 óta – a Nares-szorosban lévő Hans-szigeten(en) Dániával van. Három óceán veszi körül, keleten az Atlanti-óceán, nyugaton a Csendes-óceán, északon pedig a Jeges-tenger. Kanada a teljes területe alapján a második legnagyobb területű ország Oroszország után, az észak-amerikai kontinensen Kanada a legnagyobb. A szárazföldi területét számítva a második legnagyobb.
1925 óta Kanada magának követeli az Arktiszt a 60. és 141. nyugati hosszúsági kör között, de e követelését nem minden állam ismeri el. A legészakibb település Kanadában és a világon is a Canadian Forces Station (CFS) Alert az Ellesmere-sziget északi csücskénél, a 82,5-ös északi szélességi körön, csupán 817 kilométerre az Északi-sarktól. Kanada arktiszi részét állandó jég és permafroszt borítja. Főleg a számtalan északi sziget miatt Kanada rendelkezik a világon a leghosszabb, 243 000 kilométeres partvonallal. Az utolsó jégkorszak óta nyolc erdős régióra oszlik fel. Óriási mérete, valamint földrajzi, ökológiai, növényzetbeli és terepi változatossága miatt többféle éghajlattal is rendelkezik.

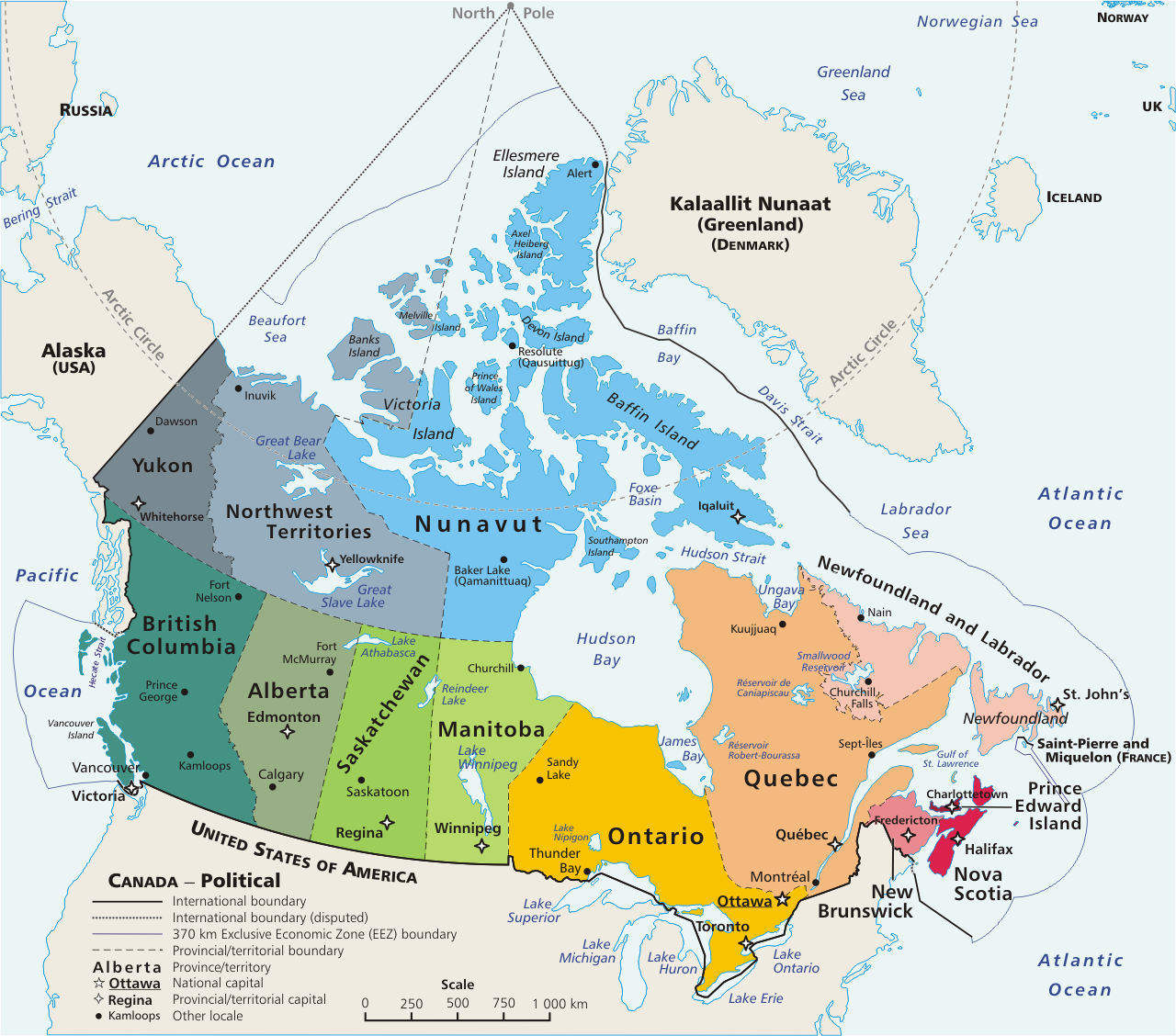
Kanada geopolitikai térképe, melyen láthatók a tartományok és területek, a nemzetközi határ, a jelentősebb városok és a környező terület

Népsűrűsége a világon legalacsonyabbak közé tartozik, mindössze 3 fő/km². A legsűrűbben lakott régió az ország délkeleti részén a Québec city és Windsor vonalán (Dél-Québecben és Dél-Ontarióban), a Nagy-tavak vidéke és a Szent Lőrinc-folyó mentén található.
Ettől északra helyezkedik el a Kanadai-pajzs, a Föld egyik legrégibb szárazulata, mely a legutóbbi jégkorszak felszínformálásának nyomait viseli magán: a talajréteg vékony, a kéreg gazdag ásványokban, és a jégvájta mélyedésekben sok tó és folyó alakult ki. Kanadában sokkal több tó van, mint bármely más országban, és a világ édesvízkészletének nagy része az itteni tavakban található. A kanadai Sziklás-hegység és a Parti-hegység gleccserei szintén tartalmaznak édesvizet.
A pajzstól keletre fekszik Labrador. A Szent Lőrinc-öblöt Újfundland szigete, az ország legkeletibb része zárja el az óceántól. Az öböl kezdete, a Szent Lőrinc-folyó torkolata a világ legnagyobb tölcsértorkolata. Újfundlandtól délnyugatra található Új-Skócia félszigete, attól északra pedig a Prince Edward-sziget. Az Új-Skócia és Új-Brunswick közé benyúló keskeny Fundy-öbölben alakul ki a világon a legmagasabb dagály.

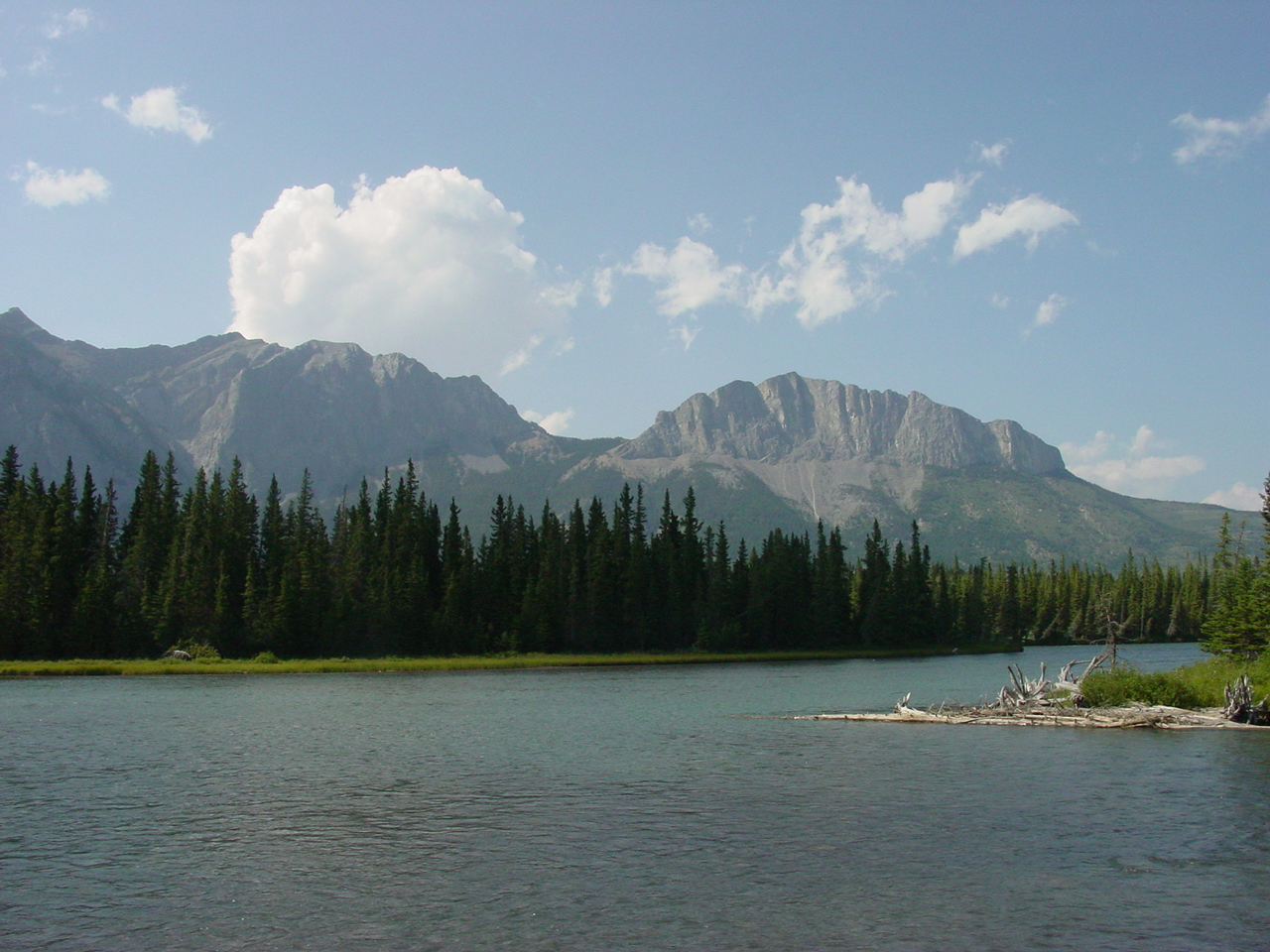
A Sziklás-hegységben, Albertában található Mount Yamnuska

A Nagy-tavaktól a Sziklás-hegységig húzódik a kanadai préri, Ontario, Manitoba és Saskatchewan tartományokon keresztül. A Sziklás-hegységen Alberta és Brit Columbia osztozik. Északon fekszik a három terület: Yukon, az Északnyugati területek és Nunavut. Délebbre mindegyiket erdők borítják, de nagy részükön tundra és sarki pusztaság található. A kontinens északi végénél hatalmas szigetvilág kezdődik (→ sarkvidéki szigetcsoport).

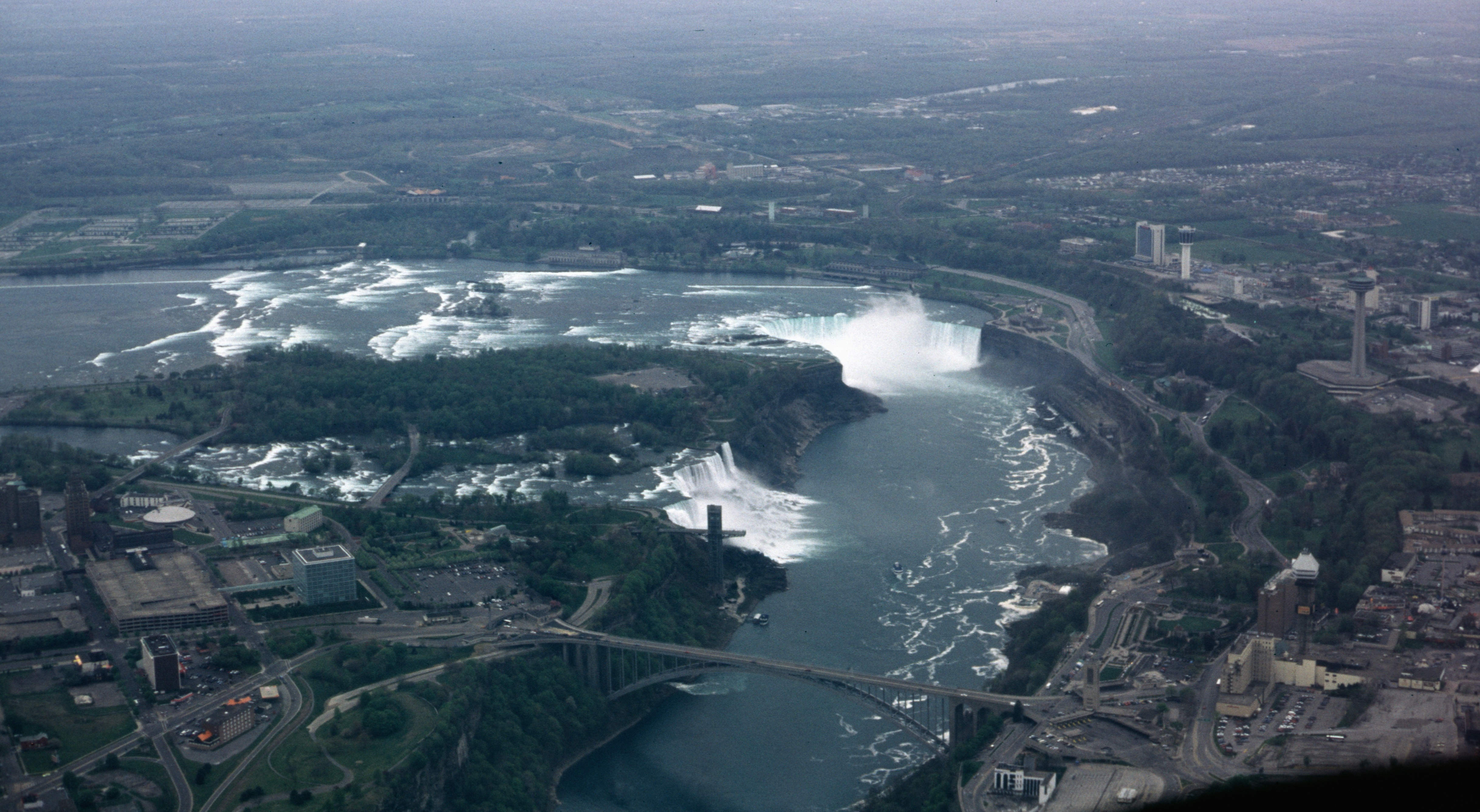
Az Egyesült Államok és Kanada nemzetközi határán fekvő Niagara-vízesés

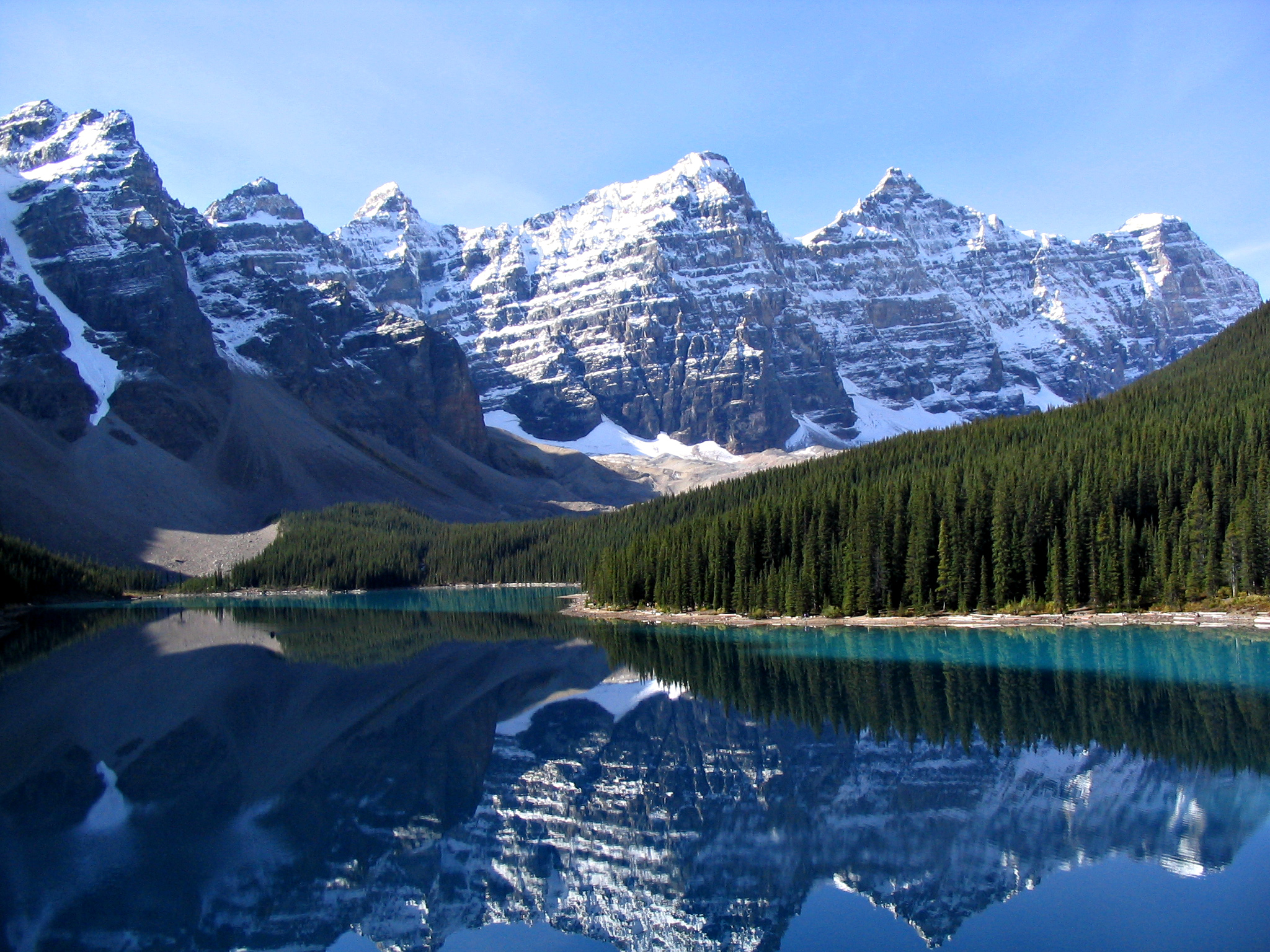
Az albertai Moraine-tó a Banff Nemzeti Parkban – az ország legrégebbi nemzeti parkjában. A tó volt látható az 1969-es és 1979-es szériájú, 1970 és 1993 között kibocsájtott 20 kanadai dolláros bankjegyek hátoldalán.

Kanada legnagyobb része a mérsékelt éghajlati övben fekszik. A kelet-nyugati irányú hegységek hiánya miatt az éghajlati zónák között nem éles határvonalak, hanem széles átmeneti területek alakultak ki. Az éghajlatra általában a meleg nyarak és az európaiaknál jóval keményebb, hideg telek jellemzők. A nyarak észak és kelet felé haladva válnak egyre hűvösebbé. Az ország északi része az állandóan fagyos sarkvidéki övbe nyúlik. A csapadék az ország délnyugati részének partmenti régióiban a legtöbb.

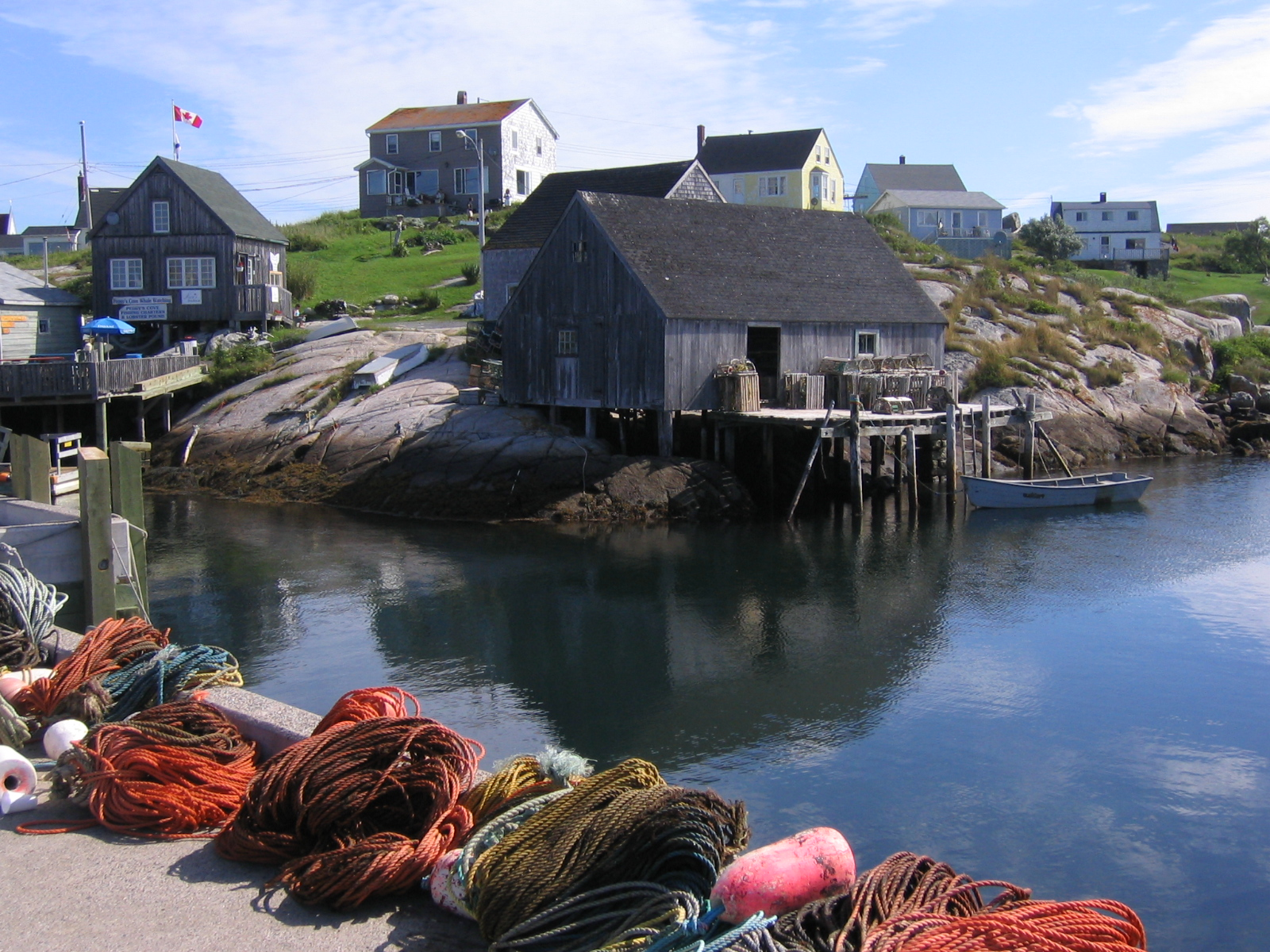
Tengerparti táj az új-skóciai Peggys Cove-nál; a tartományt hosszú ideig az atlanti-óceáni halászat tartotta fenn

Az átlagos téli és nyári hőmérséklet nagymértékben különbözik Kanada tájain. A telek nagyon hidegek lehetnek az ország sok régiójában, különösen a belső és a prérin fekvő tartományokban, ahol kontinentális éghajlat van, –15 °C körüli napi átlaghőmérséklettel, ami –40 °C alá is eshet, a hidegérzetet pedig tovább növelheti a szél. A parttól távolabbi területeken, leginkább északon, a hó akár hat hónapig is megmaradhat. A parton fekvő Brit Columbia kivételt képez mérsékelt éghajlatával, enyhe és esős teleivel.
A keleti és a nyugati partokon a nyári átlagos napi hőmérsékleti maximum általában 20 °C körül mozog, míg az ország belsejében az átlagos napi hőmérsékleti maximum 25 és 30 °C közé esik, bár bizonyos vidékeken extrém esetekben a hőmérséklet 40 °C fölé is emelkedhet. Kanada éghajlatával kapcsolatban további információkkal szolgál az Environment Canada website.
Kanada tektonikusan is aktív, sok földrengéssel és alvó vulkánokkal. Ilyen a Mount Meager, a Mount Garibaldi, a Mount Cayley és a Mount Edziza vulkanikus komplexum. A Tseax Cone 1775-ös kitörése szerencsétlenséget okozott, megölve a nisga'a nép 2000 tagját és megsemmisítve a falujukat a Nass folyó völgyében, Brit Columbiában. A kitörés egy 22,5 km hosszú lávafolyamot eredményezett, amely a nisga'a nép legendája szerint meggátolta a Nass folyását.

## Természeti világörökségek
- Nahanni Nemzeti Park
- Dinoszaurusz Tartományi Park
- Wood Buffalo Nemzeti Park

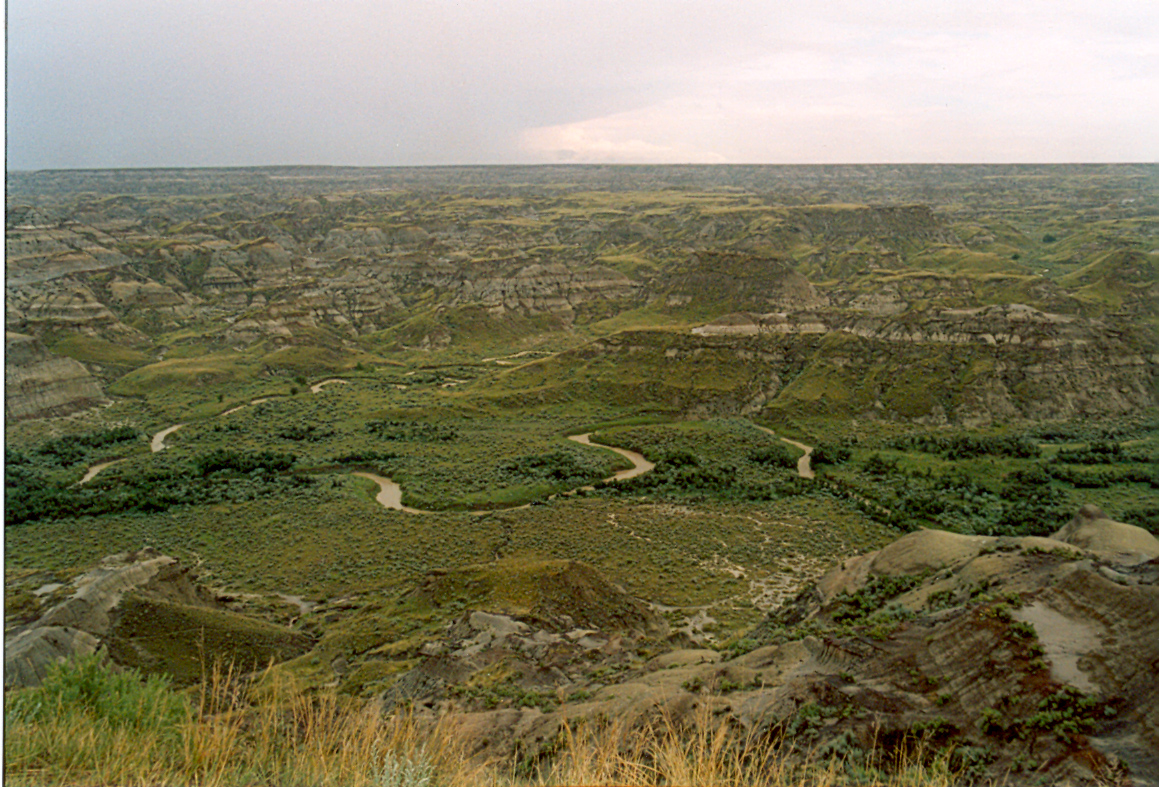
A Dinoszaurusz Tartományi Park

- A kanadai Sziklás-hegység nemzeti és tartományi parkjai
- Gros Morne Nemzeti Park
- Joggins-szirtek
- Miguasha Nemzeti Park
- Kluane Nemzeti Park / Wrangell–St. Elias Nemzeti Park / Glacier Bay Nemzeti Park / Tatshenshini–Alsek Tartományi Park (Az Egyesült Államokkal közös)
- Waterton–Glacier Nemzetközi Békepark (Az Egyesült Államokkal közös)

## Nemzeti parkok
- Banff Nemzeti Park — Kanada első nemzeti parkja a Sziklás-hegység keleti vonulatai mentén, 6641 km²-en.

## Történelem
Az őslakos és az inuit népek hagyományai szerint a bennszülöttek már az idők kezdete óta ezen a földön éltek, míg a régészeti kutatások az északi Yukon területen 26 500 évvel ezelőttről, a déli Ontarióban pedig 9500 évvel ezelőttről tudják kimutatni az emberi jelenlétet. Az őslakosok létszáma a terület mérete alapján készült becsülés szerint az 1400-as évek végén 200 000 és 2 millió között lehetett; az Európából származó influenza-, kanyaró-, és himlőjárványok ismételt kitörései, az európaiakkal való kapcsolat egyéb negatív hatásaival együtt akár 85–90%-os népességcsökkenést is eredményezhettek a kapcsolatfelvételt követően, főként az első két évszázadban.

### Európai gyarmatosítás

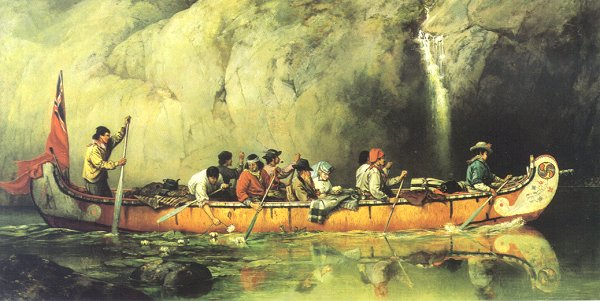
Kanada legfontosabb iparága az 1800-as évekig a szőrmekereskedelem volt

Az első európaiak i. sz. 1000 körül vetődtek ide, amikor a vikingek rövid időre letelepedtek L’Anse aux Meadows-nál; a telep pusztulása után egészen 1497-ig nem történt újabb kísérlet Észak-Amerika felfedezésére, mígnem az olasz Giovanni Caboto (John Cabot) felderítette Kanada atlanti partját Anglia számára, ezt követően pedig Jacques Cartier francia felfedező tett újabb felfedezőutakat, 1534 és 1542 között.
Samuel de Champlain francia felfedező 1603-ban érkezett a földrészre, és 1605-ben Port Royalnál, majd 1608-ban, Québecben létrehozta az első állandó európai településeket. Ezekből lett Acadia és Kanada fővárosa. Új-Franciaország francia gyarmatosítói közé tartozó canadienek a Szent Lőrinc-folyó vidékén nagy területet népesítettek be, az acadiaiak pedig a mai tengeri tartományok területén éltek, miközben a francia szőrmekereskedők és a katolikus hittérítők a Nagy-tavak és a Hudson-öböl vidékét derítették fel, utat találtak a Mississippi mentén Louisianáig.

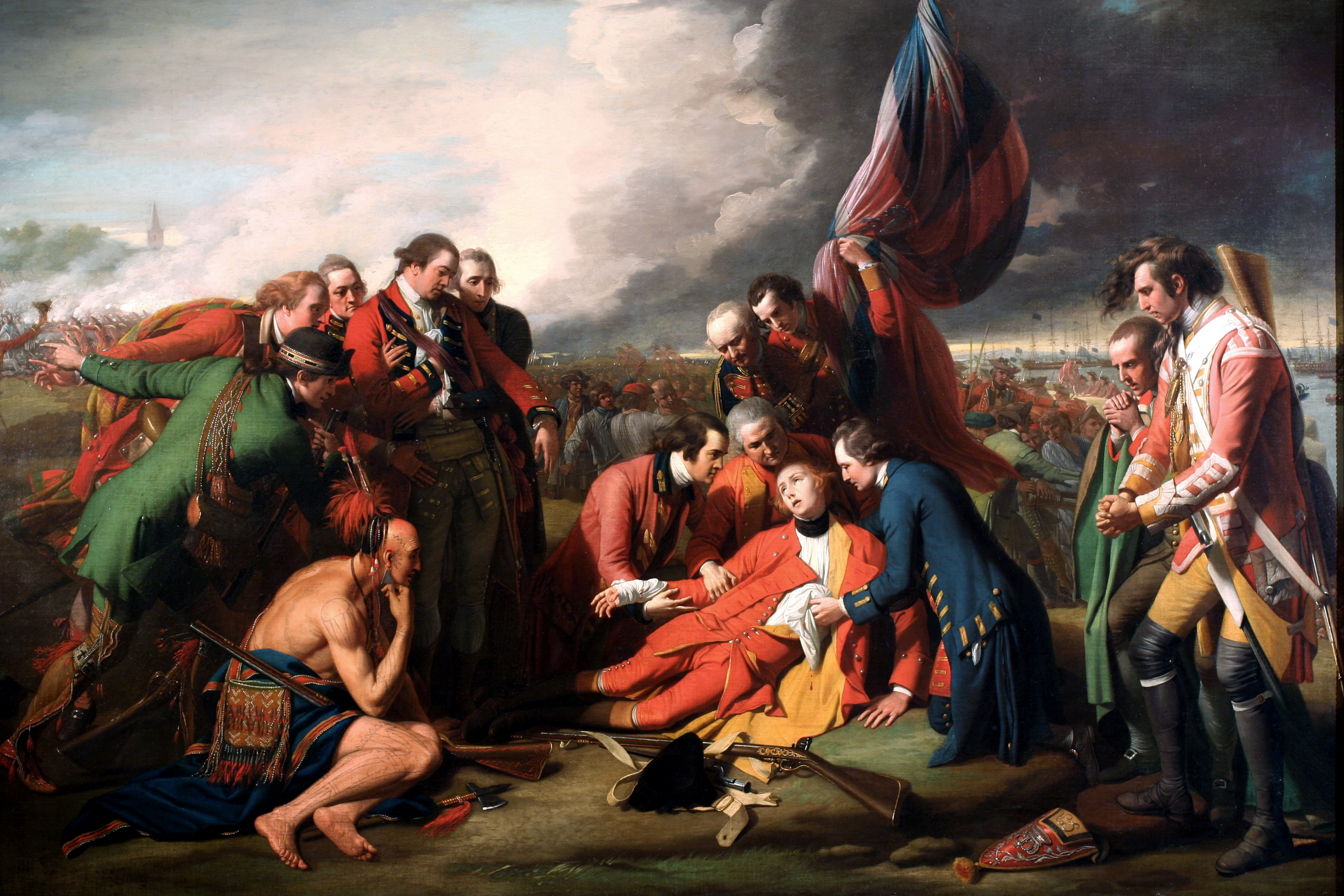
Benjamin West 1771-es festménye, a Wolfe tábornok halála. James Wolfe brit vezérőrnagy 1759-ben, a hétéves háború keretében Québec városáért vívott abraham-síksági csatában esett el

1610 körül az angolok Újfundlandon halászkikötőket hoztak létre és délebbre megalapították a tizenhárom gyarmatot. A franciák és az indiánok között (részben a szőrmekereskedelem feletti uralomért) 1689 és 1763 között egymás után négy gyarmatközi háború robbant ki, melyekben az angolok is részt vettek. Új-Skócia nagy része brit uralom alá került az (1713-as) utrechti békeszerződéssel; 1763-ban pedig a hétéves háborút lezáró párizsi békekötés során Franciaország a Brit Birodalom javára lemondott Kanadáról és Új-Franciaország nagy részéről.
Az 1763-as királyi proklamáció Új-Franciaország területének egy részéből létrehozta Québec Tartományt és Új-Skóciához annektálta a Breton-foki-szigetet. A kiáltvány emellett korlátozta a francia kanadaiak nyelvi és vallási jogait is. 1769-ben a St. John's-sziget (jelenleg Prince Edward-sziget) különálló gyarmat lett. Egy esetleges québeci konfliktus elkerülésére az 1774-es Québec törvény (Quebec Act) kiterjesztette Québec területét a Nagy-tavakra és az Ohio völgyére, és visszaállította a francia nyelvet, a katolikus vallást, valamint a francia polgári törvényeket Québecben. Ez a tizenhárom gyarmat sok lakóját feldühítette, és hozzájárult az amerikai függetlenségi háborúhoz. Kanada az amerikai függetlenségi háború alatt végig az angolok oldalán állt, a brit hadsereget kanadai lakosokból verbuvált katonák egészítették ki, az amerikai erők pedig több alkalommal támadást intéztek délről Kanada ellen.
Az 1783-as párizsi békeszerződés elismerte az amerikai függetlenséget és átengedte a Nagy-tavaktól délre található területeket az Egyesült Államoknak. Körülbelül 50 000 lojalista menekült az Egyesült Államokból Kanadába. A tengerparti területek lojalista településeinek átszervezése keretében Új-Brunswickot leválasztották Új-Skóciáról. Hogy megfeleljenek a québeci angolul beszélő lojalisták igényeinek, az 1791-es törvény az alkotmányról (Constitution Act of 1791) felosztotta a tartományt a francia ajkú Alsó-Kanadára és az angol ajkú Felső-Kanadára, mindkettőnek saját választott törvényhozó gyűlést biztosítva.

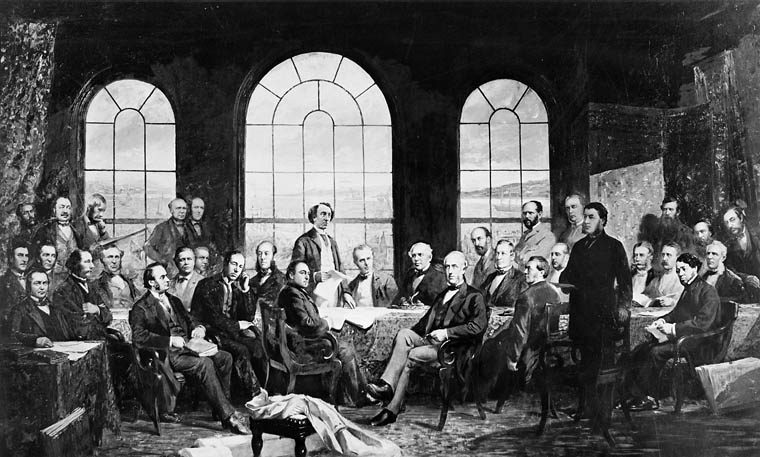
Robert Harris Fathers of Confederation (A konföderáció atyjai) című festménye, mely egyesíti az 1864-es charlottetowni és québeci konferenciák jeleneteit

(Felső- és Alsó-) Kanada volt az 1812-es háború fő frontja az Egyesült Államok és a Brit Birodalom között. Kanada védelme hozzájárult az egységérzet kialakulásához a brit észak-amerikaiak körében.
A nagyméretű bevándorlás Kanadába Britanniából és Írországból 1815-ben kezdődött. 1825 és 1846 között 626 628 európai bevándorló érkezett Kanada kikötőibe. Az 1891 előtt Kanadába érkezett európaiak harmada-negyede fertőző megbetegedésben halt meg.
A 19. század elejére a faipar fontosságában megelőzte a szőrmekereskedelmet.
A felelős kormány iránti igény a félbeszakadt 1837-es lázadásokhoz vezetett. A Durham-jelentés ezek után javasolta a felelős kormányzat felállítását és a francia kanadaiak brit kultúrába történő beolvasztását. Az 1840-es egyesítési törvény (Act of Union 1840) összevonta a két Kanadát Kanada Tartomány néven. 1849-re az összes brit észak-amerikai tartományban felállították a felelős kormányzatot.
Az Egyesült Államok és Britannia között 1846-ban aláírt oregoni szerződés véget vetett az oregoni határvitának és kiterjesztette a határt nyugati irányba a 49-es szélességi kör mentén, megnyitva az utat a Vancouver-szigeti (1849) és a Brit Columbiai (1858) brit gyarmatok kialakítása előtt. Kanada egy nyugati felfedező expedíciósorozatot indított a Rupert's Landre (Rupert földje) és az Arktiszra vonatkozó területi igény megalapozásához.

### Kanadai Konföderáció
Több alkotmányozó gyűlést követően az 1867-es törvény az alkotmányról (Constitution Act, 1867) elhozta az államszövetség létrejöttét, 1867. július 1-jén megalapítva az egységes Kanada Domíniumot, amely négy tartományból állt: a korábbi Kanada Tartomány Felső- és Alsó-Kanada határai mentén szétvált Ontarióból és Québecből, valamint Új-Skóciából és Új-Brunswickból. Kanada átvette az irányítást a Rupert's Land és az Északnyugati terület (North-Western Territory) felett, hogy létrehozza az Északnyugati területeket (Northwest Territories), ahol a mesztic népcsoport sérelmei a Red River felkeléshez, majd 1870 júliusában Manitoba tartomány létrehozásához vezettek. Brit Columbia és a Vancouver-sziget (melyek 1866-ban egyesültek) 1871-ben, a Prince Edward-sziget pedig 1873-ban csatlakozott az államszövetséghez.
John. A. Macdonald konzervatív párti miniszterelnök kormánya egy vámokra épülő nemzeti politikát dolgozott ki, hogy megvédje a születőben lévő kanadai termelőipart. A nyugat megnyitására a kormány támogatta három, a kontinenst átszelő vasútvonal kiépítését, a Törvény a domíniumi földekről (Dominion Lands Act) megnyitotta a prériket a letelepedés számára és megalapította az Északnyugati Lovasrendőrséget (North-West Mounted Police) az e területek fölötti hatalom biztosítására. 1898-ban a klondike-i aranylázat követően, az Északnyugati területeken a kanadai kormány létrehozta Yukon területet. Wilfrid Laurier liberális miniszterelnök idején a kontinentális Európából érkező bevándorlók benépesítették a prériket, 1905-ben pedig Alberta és Saskatchewan tartományokká váltak.

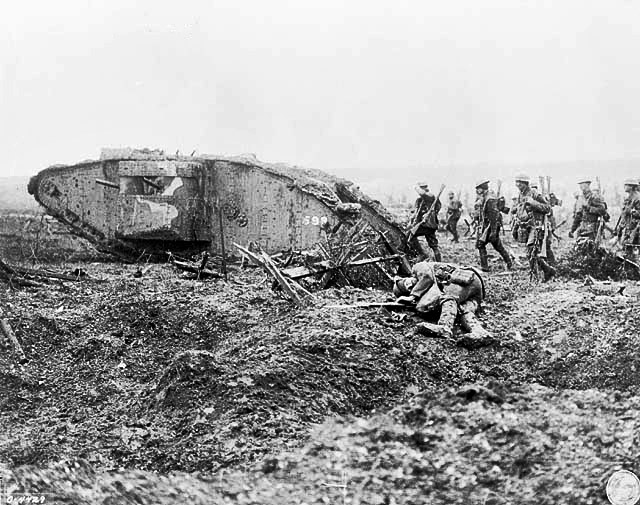
Az 1917-es vimyi csatát a kanadai katonák nyerték meg

1914-ben Nagy-Britannia hadüzenetével Kanada automatikusan belépett az első világháborúba. A nyugati frontra küldött önkéntesek később egy külön kanadai alakulat, a Canadian Corps részévé váltak. Az alakulat jelentős szerepet játszott a vimyi és más nagyobb csatáknál. A körülbelül 625 000 főből mintegy 60 000 elesett, további 173 000 pedig megsebesült. Miután Robert Borden konzervatív miniszterelnök be akarta vezetni a kötelező katonai szolgálatot a francia ajkú québeciek tiltakozása ellenére, kitört az 1917-es sorozási válság. 1919-ben Kanada Nagy-Britanniától függetlenül csatlakozott a Népszövetséghez, majd 1931-ben a westminsteri statútum megerősítette Kanada függetlenségét.

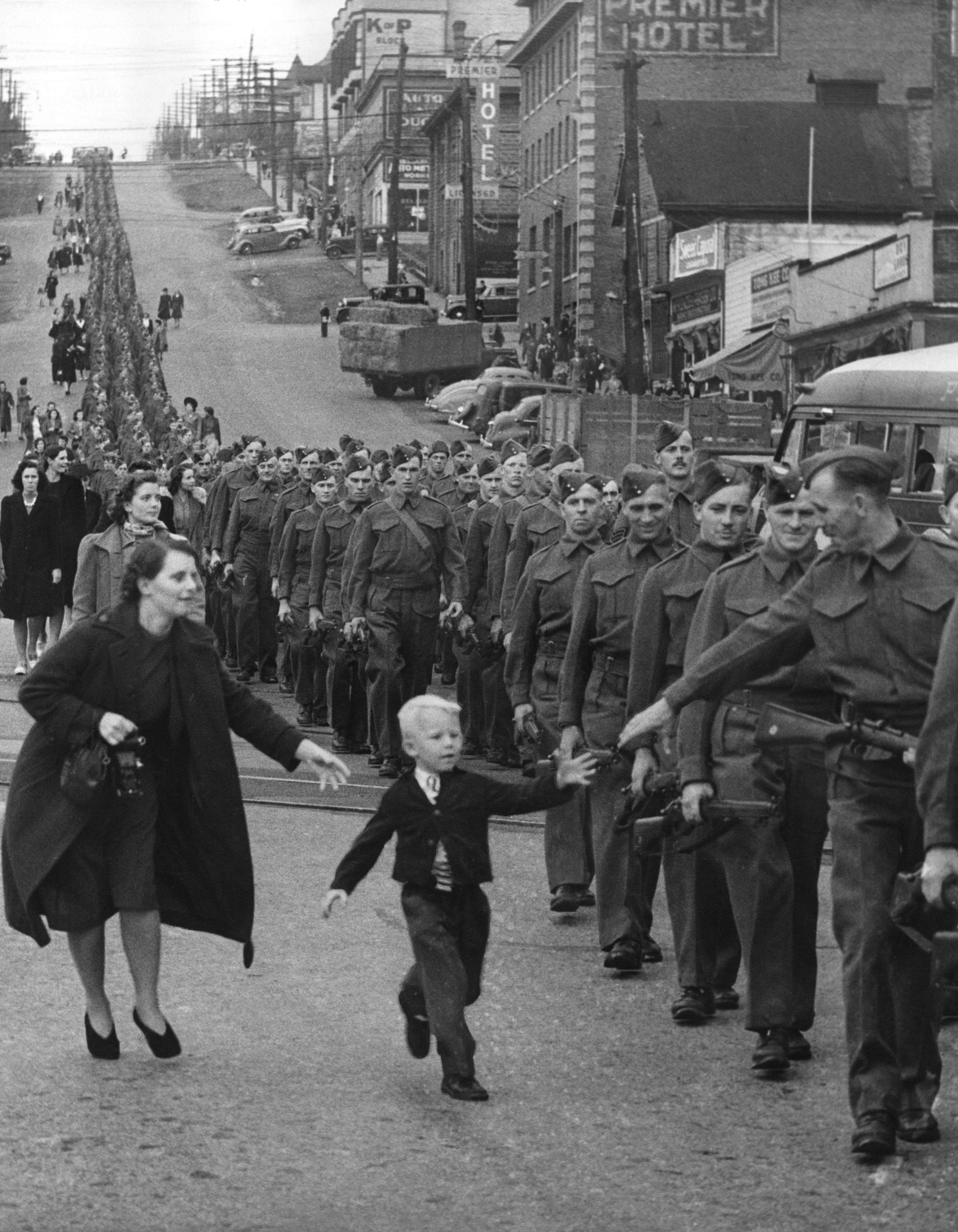
A The British Columbia Regiment (Duke of Connaught egysége), menetelése 1940-ben New Westminsterben. (Claude P. Dettloff felvétele) Körülbelül 1,1 millió kanadai szolgált a második világháborúban. Közülük mintegy 45 000 elesett

A nagy gazdasági világválság egész Kanada számára gazdasági nehézségeket hozott. Válaszul a tapasztalatokra a Szövetkezeti Közösségi Szövetség (Co-operative Commonwealth Federation) párt Alberta és Saskatchewan tartományokban több, a jóléti állam megteremtésének irányába mutató intézkedést vezetett be, különösen Tommy Douglas vezetésével az 1940-es és 1950-es években. Kanada William Lyon Mackenzie King liberális miniszterelnök irányítása alatt a második világháborúba belépve önállóan üzent hadat Németországnak, három nappal a brit hadüzenet után. Az első kanadai egységek 1939 decemberében érkeztek meg Nagy-Britanniába.
A kanadai csapatok fontos szerepet játszottak az atlanti csatában, a sikertelen 1942-es Dieppe-i rajtaütésnél Franciaországban, Olaszország 1943-as szövetséges megszállásában, a D napon, 1944-ben történt partraszállásnál, majd ezt követően az Overlord hadműveletben és a Scheldti csatában. Hollandia megszállása idején Kanada menedéket nyújtott a holland uralkodónak, és a kanadai erők tevékenyen is részt vettek az ország német uralom alól való felszabadításában. A Nagy-Britanniának, Kínának, a Szovjetuniónak és természetesen Kanadának előállított háborús felszerelés gyártása miatt a kanadai gazdaság virágzott. Annak ellenére, hogy Québecben egy újabb sorozási válság alakult ki, Kanada a háborút a világ egyik legnagyobb hadseregének birtokában fejezte be. 1945-ben, még a háború alatt, Kanada az Egyesült Nemzetek Szervezetének egyik alapító tagja lett.
Ez a növekedés, kombinálva az egymást követő liberális kormányok politikájával egy új kanadai identitást hozott létre, melyet 1965-ben a juharleveles zászló, 1969-ben a hivatalos kétnyelvűség, 1971-ben pedig a hivatalos multikulturalizmus elfogadása fémjelzett. Szociáldemokratikus programokat is indítottak, melyek keretében bevezették az általános egészségbiztosítást, a nyugdíjrendszert és a diákhitelt, bár a tartományi kormányok, különösen Alberta és Québec tiltakoztak sok ilyen, a hatáskörük korlátozásának tartott lépés ellen. Végül egy újabb sor alkotmányozó konferencia után, 1982-ben megszületett az Egyesült Királyságból „hazahozott” kanadai alkotmány és a jogok és szabadságok kanadai chartája.
Ugyanebben az időszakban, Québecben mélyreható társadalmi és gazdasági változások történtek a csendes forradalom (Quiet Revolution) révén, miáltal megszületett a tartomány nacionalista mozgalma és a náluk radikálisabb Front de libération du Québec (FLQ), melynek tevékenysége okozta az 1970-es Októberi válság (October Crisis) kitörését. Egy évtizeddel később, 1980-ban a Québec szuverén-szövetségessé tételéről tartott eredménytelen népszavazást 1990-ben több sikertelen alkotmánymódosítás követte. 1995-ben egy újabb népszavazást tartottak, ahol a szuverenitás 50,6% ellene és 49,4% mellette arányban bukott el. 1997-ben a Legfelsőbb Bíróság úgy határozott, hogy egy tartomány egyoldalú kiválása alkotmányellenes lenne, és a parlament elfogadta a Tisztázási törvényt (Clarity Act), ami kimondta az államszövetség tárgyalásos elhagyásának feltételeit.

## Kormányzat és politika

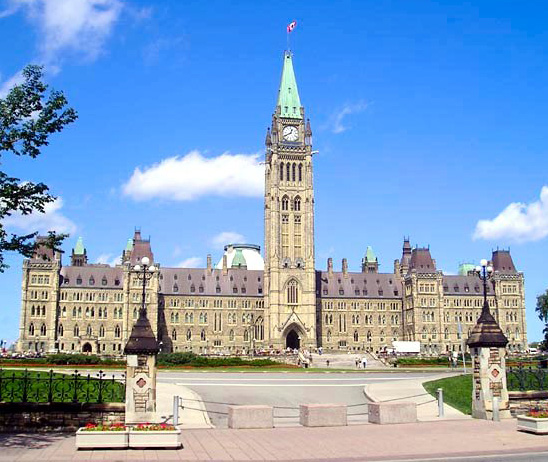
Parliament Hill, Ottawa

Az ország alkotmányos, föderatív monarchia perszonálunióban Nagy-Britanniával. Kanada kormányzata parlamentáris, a demokráciának erős hagyománya van. A Kanadai Parlament a kanadai monarchiából („A Korona”), a választott Képviselőházból és a kinevezett Szenátusból áll. A képviselőház tagjait a Westminster-modell szerint egyszerű többséggel választják egymandátumos választókerületekben. Az országos választásokat a miniszterelnöknek az előző választást követő legfeljebb öt éven belül ki kell írnia, de ha a kormány elveszít egy bizalmi szavazást a Képviselőházban, akkor általában szintén új választást írnak ki.

Kanada nagypecsétje (Great Seal of Canada), a trónon ülő II. Erzsébet és az ország címerének ábrázolásával.

A Szenátus tagjait területi alapon osztják el, a miniszterelnök választja ki és a főkormányzó jelöli ki őket hivatalosan, hivatali idejük 75 éves korukig tart. A 2011-es választásokon öt párt jutott be a szövetségi parlamentbe: a kormányzó Kanadai Konzervatív Párt (Conservative Party of Canada), a hivatalos ellenzék tisztjét betöltő Új Demokratikus Párt (New Democratic Party), a Kanadai Liberális Párt (Liberal Party of Canada), a Québeci Blokk (Bloc Québecois) és a Kanadai Zöld Párt (Green Party of Canada). A képviselettel rendelkező történelmi pártok száma igen jelentős Kanadában.
A kanadai szövetségi rendszer felosztja a felelősségi köröket a szövetségi kormányzat és a tíz tartomány között. A tartományokban egykamarás, a Képviselőházhoz hasonlóan működő választott törvényhozások vannak. Kanada három területének is vannak törvényhozásai, de ezek kevesebb alkotmányos jogkörrel rendelkeznek, mint a tartományiak és vannak köztük strukturális eltérések is (például a Nunavut terület törvényhozásában nincsenek pártok és a döntéseket konszenzusos alapon hozzák).

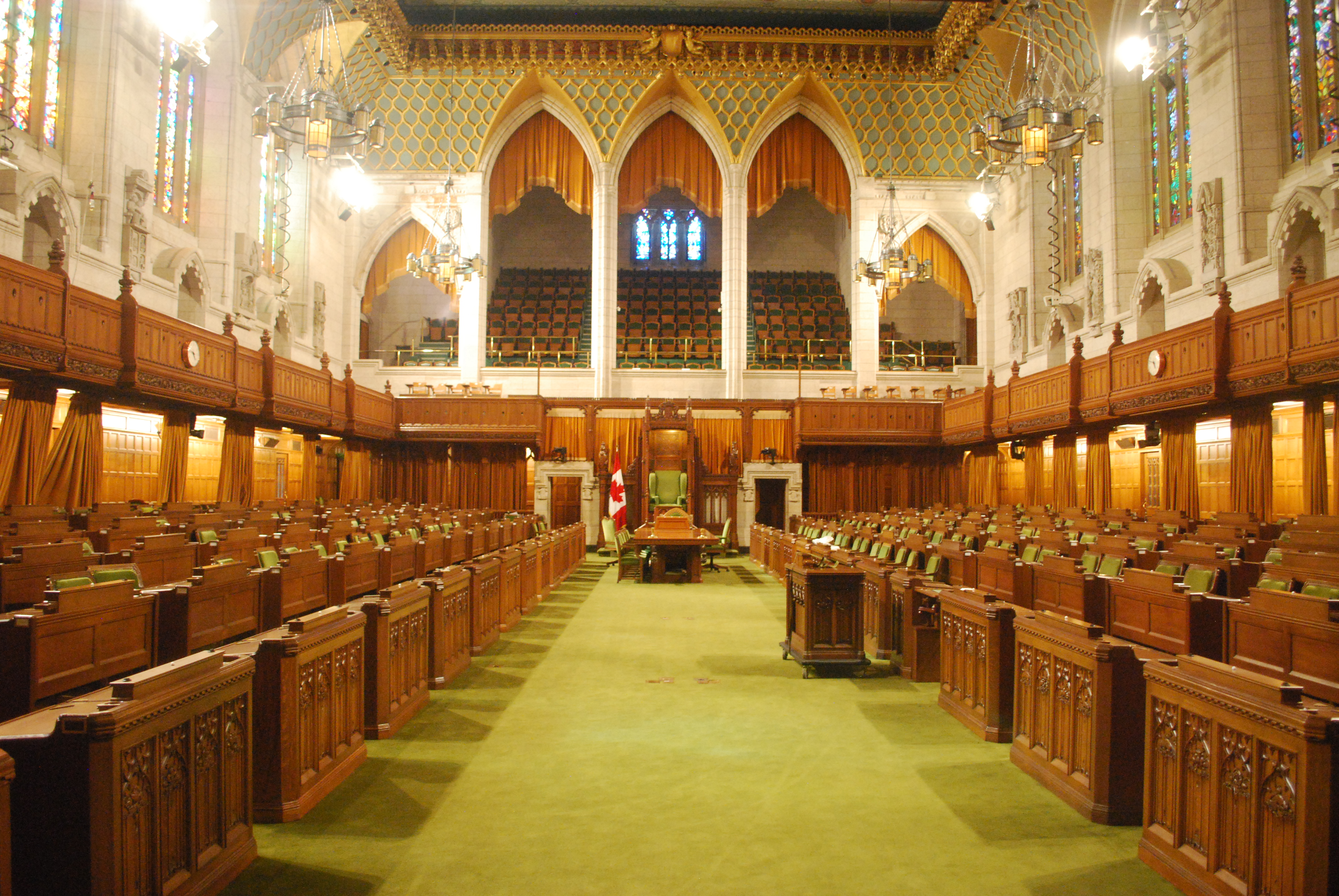
A Képviselőház ülésterme

Kanada alkotmányos monarchia, melyben a Korona tölti be a szimbolikus vagy ceremoniális végrehajtó hatalmi ágat. A korona III. Károly kanadai királyból (az állam hivatalos államfőjéből), a kinevezett alkirályi képviselőiből, a főkormányzóból (ügyvivő államfő) és a tartományi alkormányzókból áll, ők végzik el az uralkodó legtöbb ceremoniális feladatát. A politikai végrehajtó hatalom a miniszterelnökből (a kormányfőből) és a kormányból áll, ők végzik a kormányzás napi feladatait. A kormányt az általában a Képviselőházból választott miniszterek alkotják és a miniszterelnök vezeti, aki általában a Képviselőház bizalmát bíró párt vezetője.
A Miniszterelnöki Hivatal (Office of the Prime Minister) a kormány egyik legbefolyásosabb intézménye, a hivatal kezdeményezi a legtöbb törvényjavaslatot és részt vesz a kormánytagok, szenátorok, szövetségi bírák, állami társaságok, kormányzati ügynökségek vezetőinek és a főkormányzó kiválasztásában. A Korona formálisan jóváhagyja a parlament által hozott törvényeket és a miniszterelnök kinevezéseit. A második legtöbb képviselői hellyel rendelkező párt vezetőjéből lesz általában az ellenzék vezetője (Leader of the Opposition), aki része a kormányt ellenőrző parlamentáris rendszernek.

### Tartományok

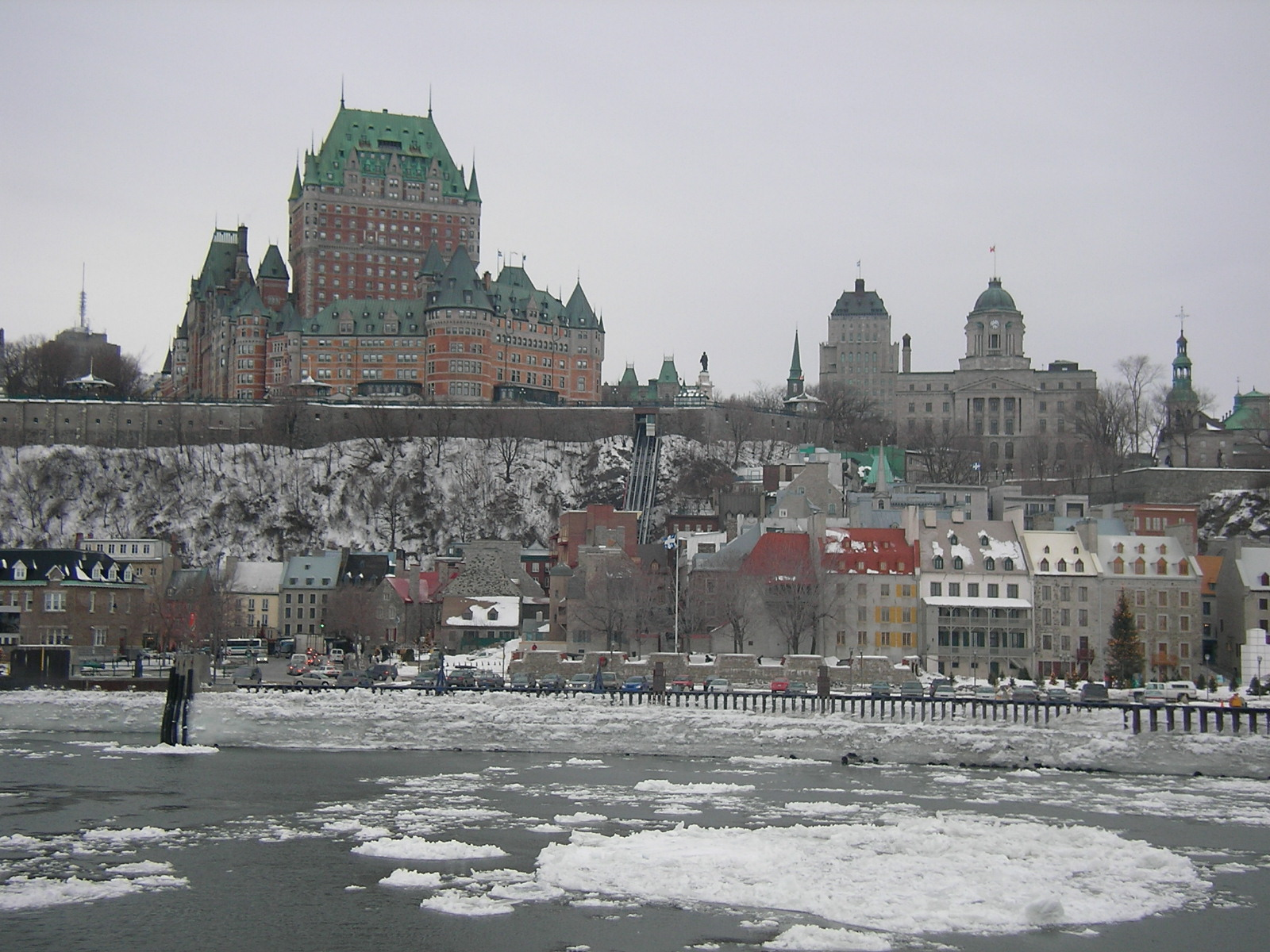
Québec city, Québec tartomány fővárosa

A tíz tartomány mindegyikének egykamarás, választott törvényhozása, valamint kormánya van, a tartományi miniszterelnököket (premier) ugyanolyan módon választják meg, mint a miniszterelnököt. A király „provinciális” képviselői az alkormányzók (lieutenant governor), akiket a szövetségi miniszterelnök nevez ki.
A legtöbb tartományban a három nagy párt „fiókpártjai” a politikai élet meghatározói – ezek azonban (az Új Demokratikus Párt (New Democratic Party) szervezeteinek kivételével) hivatalosan nem kapcsolódnak a szövetségi szinten tevékenykedő pártokhoz. Néhol a regionális politikai erők is nagy súllyal bírnak (például a Saskatchewan Párt (Saskatchewan Party) vagy a Labrador Párt (Labrador Party)).
Különleges a helyzet Québecben, ahol jó ideig a szeparatista Parti Québecois és a föderalista Parti libéral du Québec küzdelme volt a meghatározó, napjainkra azonban két kisebb, elsősorban nem a tartomány önállóságának kérdésével foglalkozó párt, a jobboldali Action démocratique du Québec (ADQ) és a baloldali Québec solidaire is nagyobb súlyra kezd szert tenni (bár a helyi parlamentbe még csak az ADQ jelöltjei kerültek be).

### Területek
A területek politikai hatalma kisebb, mivel ilyen típusú közigazgatási egységet a parlament törvényekkel hozhat létre, míg a tartományok önállósága az alkotmányon alapul. Sokak szerint a területek lakossága így nem kap megfelelő képviseletet a parlamentben.
A területek élén egy-egy biztos (commissioner) áll; jogosítványai megegyeznek egy alkormányzóéival, de nem képviseli az uralkodót. A biztosokat a szövetségi kormány nevezi ki.
A területek kormányai és a szövetségi kormány között gyakoriak a feszültségek, főként a természeti erőforrások és a befektetések kapcsán. Bár a területeken a legnagyobb az egy főre jutó bevétel, mégis magas a szegénység aránya az elszigeteltség, az áruk szállításának nehézségei és költségei, a munkahelyek hiánya és más társadalmi problémák miatt.

## Közigazgatás
Kanada 10 tartományra (province) és 3 területre (territory) oszlik. Ezek az országrészek az alábbi régiókba csoportosíthatók: Nyugat-Kanada, Középső-Kanada, Atlanti-Kanada, Észak-Kanada (amely három területet Yukont, az Északnyugati területeket és Nunavutot tartalmazza), valamint a Középső- és Atlanti-Kanadát magába foglaló Kelet-Kanada. Tartományt Kanada alkotmánya hozhat létre, míg területet a szövetségi jog (federal law). A szövetségi kormány ennél fogva közvetlenebb irányítást gyakorol a területek felett, míg a tartományi kormányzatok több önállósággal és jogosítvánnyal rendelkeznek. A tartományoknak és a területeknek egyaránt megvannak a saját szimbólumaik.
A társadalmi élet nagy részében a tartományok szerepvállalása meghatározóbb, mint a szövetségi kormányzaté (például egészségügy, oktatás, jóléti intézmények); a világon egyedülálló módon a tartományok együttes bevétele meghaladja az állami bevétel összegét. A szövetségi kormány olyan saját rendelkezéseket vezethet be az egyes tartományokban, mint például a Kanada egészségügyi törvénye (Canada Health Act), a tartományok pedig kibújhatnak ezek alól, de ez a gyakorlatban ritkán történik meg. A szövetségi kormány a kiegyenlítő kifizetések segítségével biztosítja a méltányosan egységes szolgáltatási szabályokat és az adózásnál a gazdagabb és szegényebb tartományok közti különbség megtartását.

## Jogrend

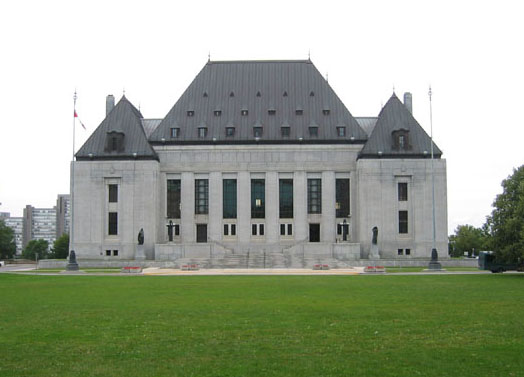
A Kanadai Legfelsőbb Bíróság épülete Ottawában, a Parliament Hilltől nyugatra

Az alkotmány az ország elsődleges törvénye, mely írott forrásokból és íratlan szokásokból áll. Az 1867-es törvény az alkotmányról (Constitution Act, 1867) megerősítette az „elveiben az Egyesült Királyságéhoz hasonló” parlamenti precedensre építő kormányzatot, és felosztotta a jogköröket a szövetségi és a tartományi kormányok között; az 1931-es westminsteri statútum teljes autonómiát biztosított; és az 1982-es törvény az alkotmányról (Constitution Act, 1982) tartalmazta a jogok és szabadságok kanadai chartáját amely biztosítja a kormány által rendszerint nem felülbírálható alapvető jogokat és szabadságokat (bár, a „függetlenül” szakasz lehetővé teszi a szövetségi parlamentnek és a tartományi törvényhozásoknak a charta bizonyos rendelkezéseinek  ötéves  időtartamra való felülbírálását) illetve tartalmazta az alkotmány módosítására vonatkozó szabályokat.
Kanadában tartományi és szövetségi szintű bíróságok is működnek, mivel a szövetségi jog mellett az egyes tartományok törvényhozása is alkot jogszabályokat. Kanada igazságszolgáltatása fontos szerepet játszik a törvények értelmezésében és rendelkezik az alkotmányellenes törvények érvénytelenítésének jogával. A Kanadai Legfelsőbb Bíróság a legmagasabb szintű bíróság és a végső döntnök, melynek vezetője 2000 óta (az első női főbíró) Beverley McLachlin. A kilenc tagot a főkormányzó nevezi ki a miniszterelnök és az igazságügyi-miniszter javaslatára. A felsőbb és a fellebbviteli szinteken minden bíró kinevezését kormányfüggetlen jogi testületekkel való konzultáció előzi meg. A tartományi és területi szintek felsőbb bíróságaiba szintén a szövetségi kormány nevezi ki a tagokat. A tartományokon és területeken belüli alacsonyabb szintű bírói posztokra a helyi kormány nevezi ki a tagokat.
A szokásjogon alapuló igazságszolgáltatás jellemző mindenhol, kivéve Québecet, ahol a római jogon alapuló rendszer dominál. A büntetőjog kizárólagos szövetségi hatáskör és így egységes az egész országban. Az igazságszolgáltatás, beleértve a büntetőbíróságokat, tartományi jogkörbe tartozik, de Ontario és Québec kivételével az összes tartomány vidéki területein a rendfenntartást, szerződés alapján a szövetségi Királyi Kanadai Lovasrendőrség (Royal Canadian Mounted Police) végzi.

## Külkapcsolatok és haderő

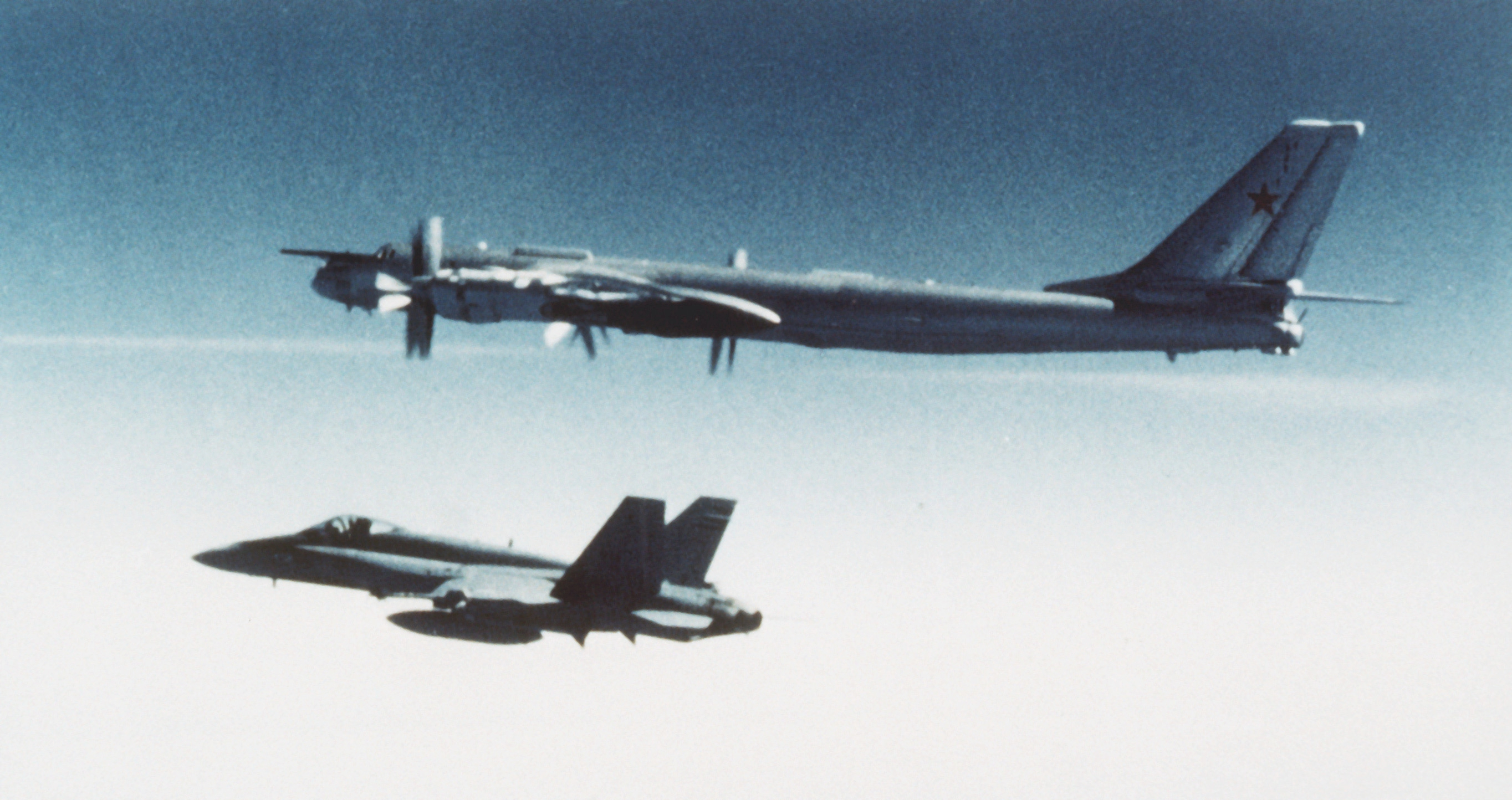
Egy szovjet Tu–95 Bear H repülőgép, melyet a Kanadai Légierő McDonnell Douglas CF-188 Hornet vadászgépe kísér, 1987-ben

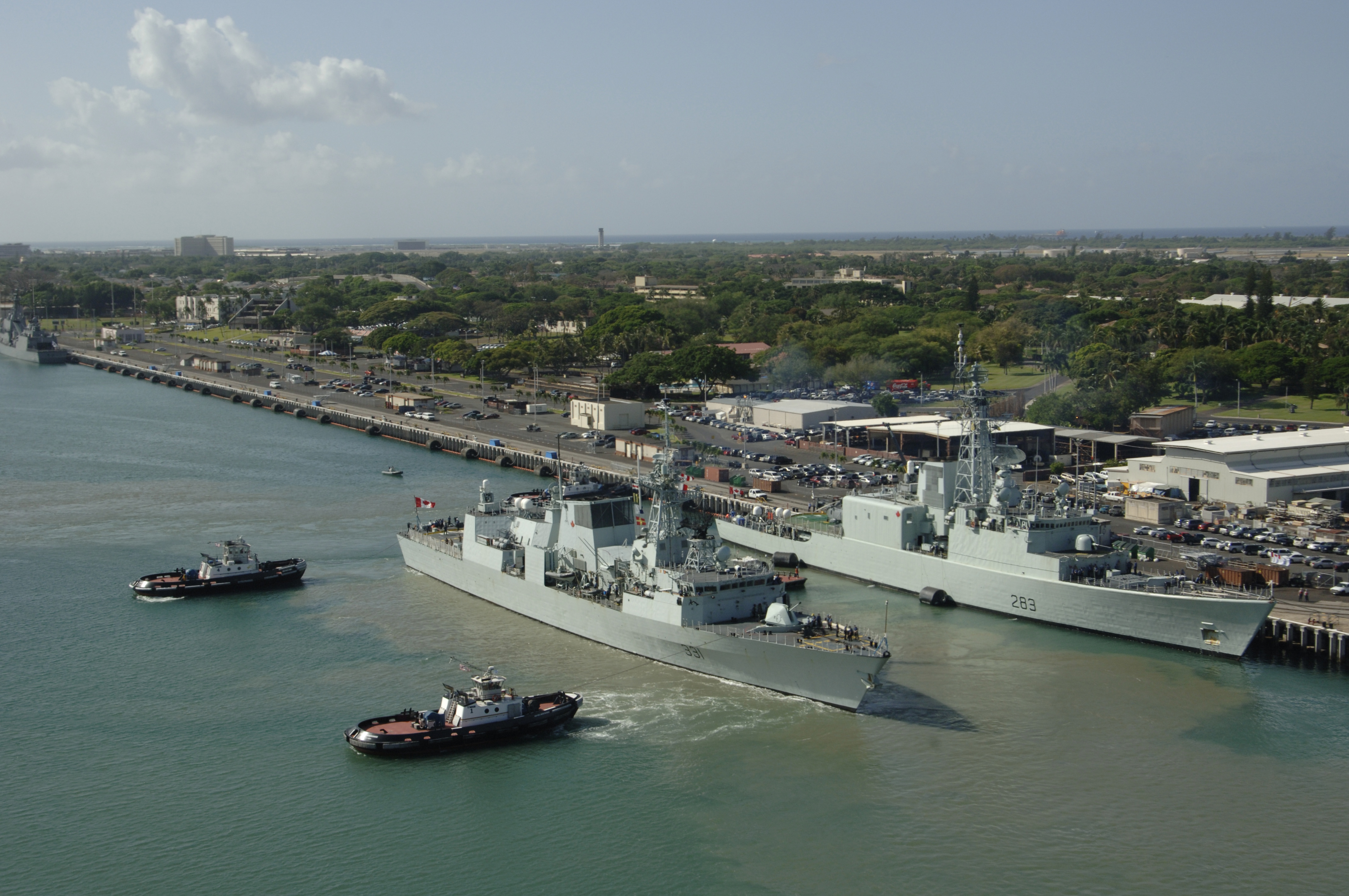
A Kanadai Haditengerészet két hadihajója, a HMCS Vancouver (FFH 331), egy Halifax osztályú fregatt és a HMCS Algonquin (DDG 283), egy Irokéz osztályú romboló Pearl Harborban, a RIMPAC, a világ legnagyobb nemzetközi tengeri hadgyakorlata résztvevőjeként

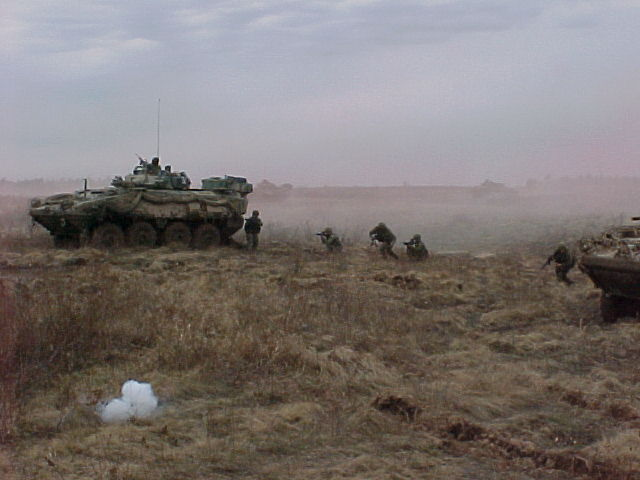
Két kanadai LAV III gyalogsági harcjármű a CFB Gagetown bázis közelében

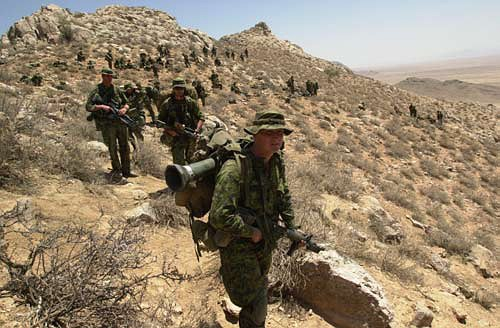
Kanadai katonák Afganisztánban

Kanada és az Egyesült Államok között húzódik a világ leghosszabb, nem védett határa, a két állam együttműködik a katonai hadjáratokban és hadgyakorlatokon, emellett pedig egymás legnagyobb kereskedelmi partnerei. Kanada ettől függetlenül önálló külpolitikát folytat (többek között fenntartotta a teljes kapcsolatokat Kubával és megtagadta a részvételt az iraki háborúban). Ezen kívül történelmi kapcsolatokat ápol az Egyesült Királysággal, Franciaországgal illetve más korábbi brit és francia gyarmatokkal a Nemzetközösségben és a Frankofóniában betöltött tagságán keresztül. Híresen jó a kanadai–holland kapcsolat, amely a második világháborúra nyúlik vissza, amikor a kanadaiak segítettek felszabadítani Hollandiát, és hagyomány, hogy a holland kormány minden évben tulipánokat (Hollandia egyik szimbólumát) ajándékoz Kanadának a felszabadításukban való segítség emlékére.
Kanadának 65 ezer fős professzionális, önkéntes hadserege van, melyhez 25 ezer tartalékos tartozik. Az egységesített kanadai haderőt (Canadian Forces) a hadsereg, a haditengerészet és a légierő alkotja.
Az angol kanadaiak a Brit Birodalomhoz és a Nemzetközösséghez fűződő erős kötődése vezetett Kanada részvételéhez a brit katonai akciókban a második angol–búr háborúban, valamint az első és a második világháborúban. Azóta Kanada a multilateralizmus mellett kötelezte el magát; a globális kihívásokat más nemzetekkel együttműködve próbálja megoldani. Kanada alapító tagja volt az ENSZ-nek 1945-ben és a NATO-nak 1949-ben. A hidegháború alatt Kanada az egyik fő tagja volt a koreai háborúban részt vevő ENSZ-erőknek és az Egyesült Államokkal közösen megalapította az Észak-amerikai Légvédelmi Parancsnokságot (North American Aerospace Defense Command, NORAD) melynek eredeti feladata a Szovjetunió felől esetlegesen érkező légi támadások felderítése és elhárítása volt.
Kanada vezető szerepet vállalt az ENSZ békefenntartó akcióiban. Az 1956-os szuezi válság során a későbbi miniszterelnök Lester B. Pearson az ENSZ békefenntartó erő létrehozásának ötletével enyhített a feszültségeken. Kanada azóta mintegy 50 békefenntartó küldetésben vett részt, beleértve minden ENSZ által vezetett békefenntartó műveletet 1989-ig, és továbbra is állomásoztat erőket nemzetközi küldetésekben Ruandában, a volt Jugoszlávia területén és máshol is. A kanadai békefenntartó katonák létszáma nagymértékben csökkent az 1990-es és a 2000-es években. 2006. június 30-án 133 kanadai személy vett részt világszerte az ENSZ békefenntartó küldetéseiben, közülük pedig csak 55 volt katona; összehasonlításképpen a kanadai békefenntartó katonák száma 1996. december 31-én 1044 volt.
Kanada 1990-ben csatlakozott az Amerikai Államok Szervezetéhez (OAS), melynek közgyűlése 2000 júniusában az ontariói Windsorban volt, a harmadik amerikai csúcstalálkozónak (Summit of the Americas) pedig 2001 áprilisában Québec városa adott otthont. Kanada igyekszik kitágítani kapcsolatait a Csendes-óceánt körülvevő országok gazdaságaival az APEC tagságán keresztül.
2001-ben Kanada bekapcsolódott az afganisztáni háborúba az amerikai stabilizációs erő részeként, és belépett az ENSZ által szankcionált, NATO-vezette Nemzetközi Biztonsági Közreműködő Erőbe is. Kandada a terv szerint 2011-ben kivonja csapatait Kandahár tartományból, amikorra az általa a küldetésre fordított teljes összeg a becslés szerint eléri majd a 11,3 milliárd dollárt.
Kanada és az Egyesült Államok folytatják az állami és tartományi ügynökségeik integrálását a Nyugati Félgömbi Utazási Kezdeményezésbe (Western Hemisphere Travel Initiative) a közös határuk menti biztonság növelése érdekében. A kanadai katasztrófaelhárító csapat (Disaster Assistance Response Team) az utóbbi években három nagy bevetésen vett részt, a kétszáz fős csapatot bevetették a 2004-es karácsonyi szökőár után Dél-Ázsiában, a Katrina hurrikánt követően 2005-ben, majd ugyanazon év októberében a kasmíri földrengés után is.
2007 februárjában Kanada, Olaszország, Nagy-Britannia, Norvégia és Oroszország bejelentette, hogy finanszírozni fognak egy 1,5 milliárd dolláros projektet, melynek célja olyan védőoltások kidolgozása, amelyek emberéletek millióit menthetik meg a szegényebb országokban; továbbá felhívást intéztek a többi nemzethez, hogy csatlakozzanak a kezdeményezéshez. 2007 augusztusában Kanada Jeges-tenger feletti szuverenitását megkérdőjelezte az az orosz tengeralattjáró-expedíció, amely egy orosz zászlót helyezett el a tengerfenéken az Északi-sarkon. Kanada ezt a területét 1925 óta saját szuverén területének tekinti.

## Gazdaság
Kanada egyike a világ leggazdagabb országainak, magas egy főre jutó nemzeti jövedelemmel rendelkezik, tagja az OECD-nek és a G8-nak. Egyike a világ tíz legnagyobb kereskedőnemzetének. A vegyes gazdaságú Kanada az Egyesült Államokhoz hasonlóan fejlett piacgazdasággal és magas életszínvonallal büszkélkedhet, ugyanakkor a Heritage Foundation piaci szabadság indexén az Egyesült Államokénál kisebb, a legtöbb nyugat-európai országénál azonban nagyobb értéket ér el. Kanada legnagyobb beszállítója az Egyesült Államok, az Egyesült Királyság és Japán. 2008-ban Kanada termékbehozatala több mint 442,9 milliárd dollárt tett ki, melyből az Egyesült Államok részesedése 280,8, Japáné 11,7 az Egyesült Királyságé pedig 11,3 milliárd volt.
Az 1990-es évek eleje óta a kanadai gazdaságot gyors növekedés jellemezte alacsony munkanélküliséggel és a szövetségi szinten nagy költségvetési szuficitekkel. 2007. októberi adatok alapján a teljes Kanadára számolt munkanélküliség 5,9%-os volt, az egyes tartományok munkanélkülisége 3,6% (Alberta) és 14,6% (Új-Fundland és Labrador) között oszlik el.
2008-ban Kanadának volt a legkisebb államadóssága a G8 országai közül. Az OECD előrejelzése szerint az államadósság GDP-hez viszonyított aránya 2009-ben 19,5%-ra fog csökkenni, ami kevesebb mint a fele a G8 országokra előrejelzett 51,9%-os átlagnak. Ezen előrejelzések alapján Kanada államadóssága 50 százalékponttal alacsonyabb lesz, mint 1995-ös csúcsán, amikor a második legmagasabb volt a G8 országok között.
2009 októberére a kanadai munkanélküliségi arány elérte a 8,6%-ot. A tartományi szintű munkanélküliség a manitobai 5,8%-tól az Újfundland és Labradorra jellemző 17%-ig változott. 2008-ban a világ 2000 legnagyobb cégét felsoroló Forbes Global 2000-es listán 69 társaság kanadai volt, amivel az ország az 5. helyet érte el.
A 20. században az ország nagyrészt agrárközpontú vidéki gazdasága a gyár- és bányaipar illetve a szolgáltatási szektor fejlődésével elsősorban ipari és városi gazdasággá alakult át. Mint más fejlett ipari országoknál is, a kanadai gazdaságot a lakosság háromnegyedét foglalkoztató szolgáltató szektor uralja. Ugyanakkor a fejlett országokhoz képest szokatlanul fontos szerepet tölt be a gazdaság primer szektora, melyből a fa- és olajipar az ország két legfontosabb ágazata.
Kanada egyike azon kevés fejlett nemzeteknek, amelyek nettó energiaexportőrök. A keleti partoknál, a tengerben hatalmas földgáz készletekkel rendelkezik, és nagy olaj és gáz készletei vannak Albertában is. A nagy athabascai bitumen lelőhelyeknek köszönhetően Kanadának van a világ második legnagyobb olajtartaléka Szaúd-Arábia után. Québecben, Brit Columbiában, Újfundland és Labradorban, Új-Brunswickben, Ontarióban, Manitobában és a Yukon területen a vízerőművek más lehetőséghez mérten olcsó megújuló energiaforrásként szolgálnak.
Kanada a világ egyik legfontosabb mezőgazdasági termék előállítója, a kanadai préri az egyik legfontosabb forrása a búzának, a repcének és más gabonaféléknek. Kanada a világ legnagyobb cink és urán termelője, és világvezető sok más természeti erőforrásban is, mint például az arany, a nikkel, az alumínium és az ólom; az ország északi részében, ahol a mezőgazdasági munka nehezen végezhető, sok az olyan város, amely a közeli bányának vagy faforrásnak köszönheti létét. Kanadának ezen túl méretes gyáripara is van a déli Ontario és Québec területére központosulva, különösen fontos iparágak az autó- és a repülőgépgyártás. Az ország ipari kémkedésből származó vesztesége évente körülbelül 12 milliárd dollár.

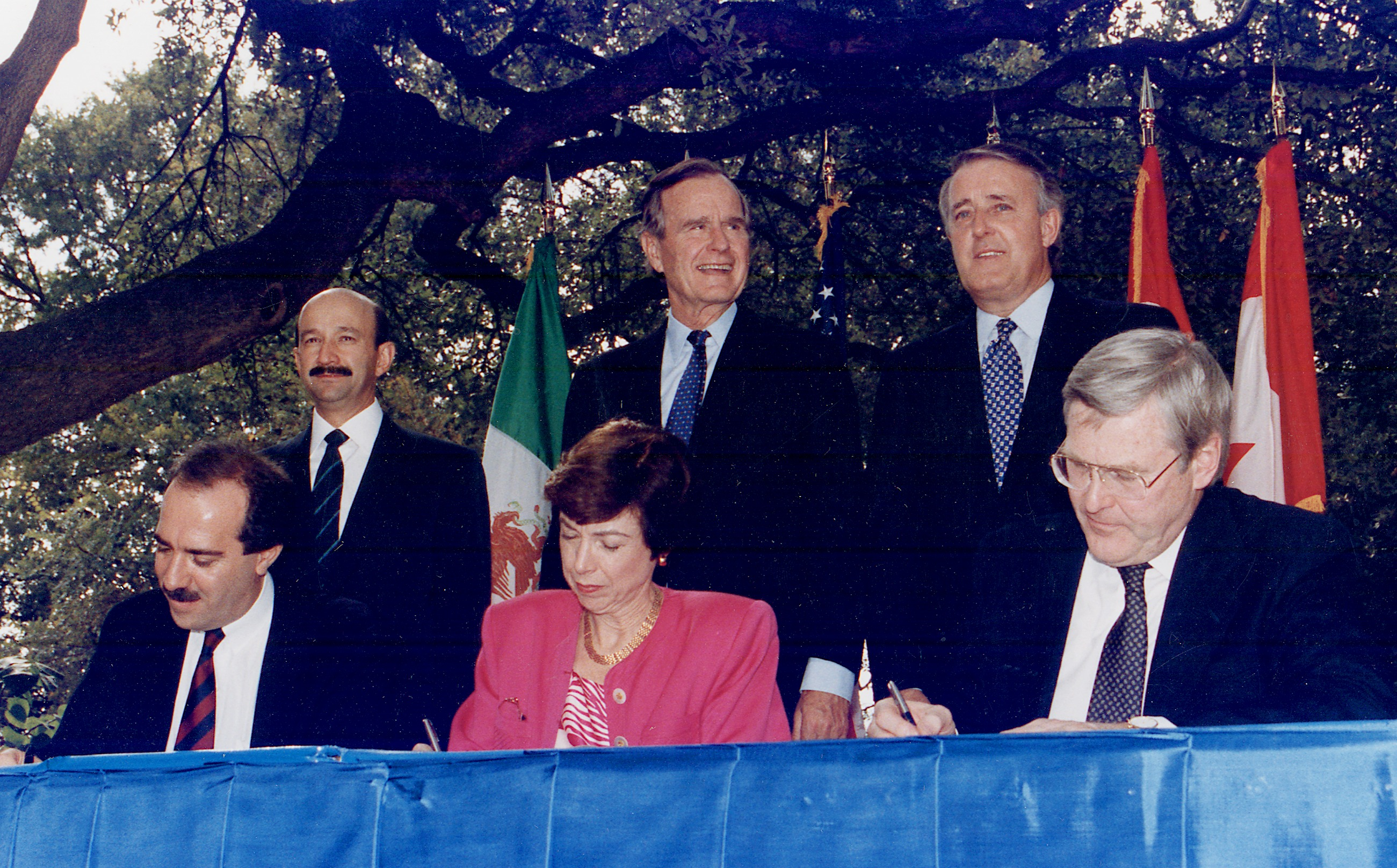
A kanadai, mexikói és amerikai kormányok képviselői az Észak-amerikai Szabadkereskedelmi Egyezmény 1992-es aláírásán

A gazdaság integrációja az Egyesült Államokéval jelentősen felgyorsult a második világháború óta. Ennek hatására a kanadai nacionalisták félteni kezdték kulturális és gazdasági autonómiájukat a globalizáció korszakában, amikor az amerikai televíziós műsorok, filmek és társaságok mindenhol jelen levőkké váltak. Az 1965-ös Egyezmény az autóipari termékek kereskedelméről (Automotive Products Trade Agreement) megnyitotta a határokat a kereskedelem számára az autógyártó iparban. Az 1970-es években az önellátó energiagazdálkodás és a külföldi gyártulajdonlás fölötti aggodalmak hatására Pierre Trudeau Liberális kormánya létrehozta a Nemzeti Energiaprogramot (National Energy Program, NEP) és a Külföldi Beruházásokat Ellenőrző Ügynökséget (Foreign Investment Review Agency, FIRA).
Az 1980-as években Brian Mulroney haladó konzervatív párti kormánya eltörölte a NEP-et és átnevezte a FIRA-t Investment Canadára (Kanadai Beruházás), hogy ezzel ösztönözze a külföldi beruházásokat. Az Egyesült Államokkal kötött szabadkereskedelmi egyezmény 1988-ban eltörölte a két ország közötti vámokat, majd az 1990-es években az Észak-amerikai Szabadkereskedelmi Egyezmény (NAFTA) kiterjesztette a szabadkereskedelmi övezetet Mexikóra is. Az 1990-es évek közepén a Jean Chrétien vezette liberális párti kormány elkezdett éves költségvetési többleteket jelenteni és egyenletesen visszafizetni az államadósságot. Egy 2008. novemberi OECD jelentés alapján a 2008–ban kirobbant gazdasági világválság recesszióba taszíthatja Kanadát is, 10%-ra emelve a munkanélküliségi rátát.

## Közlekedés
Kanada gazdasága nagymértékben függ a nyersanyagok kitermelésétől és kivitelétől. Emiatt, és az ország méretéből adódóan is, óriási, szövetségi szinten felügyelt, közlekedési rendszere van, több mint 1,4 millió kilométernyi közúttal, 10 nagy nemzetközi repülőtérrel és 300 kereskedelmi kikötővel, melyeken keresztül elérhető a Csendes- és az Atlanti-óceán, a Jeges-tenger, valamint a Nagy-tavak és a Szent Lőrinc-víziút is. 2005-ben a szállítási szektor az ország GDP-jének 4,2%-át tette ki, míg az óriási bányászati, gáz- és olajkitermelő iparág csak a 3,7%-át.

## Népesség

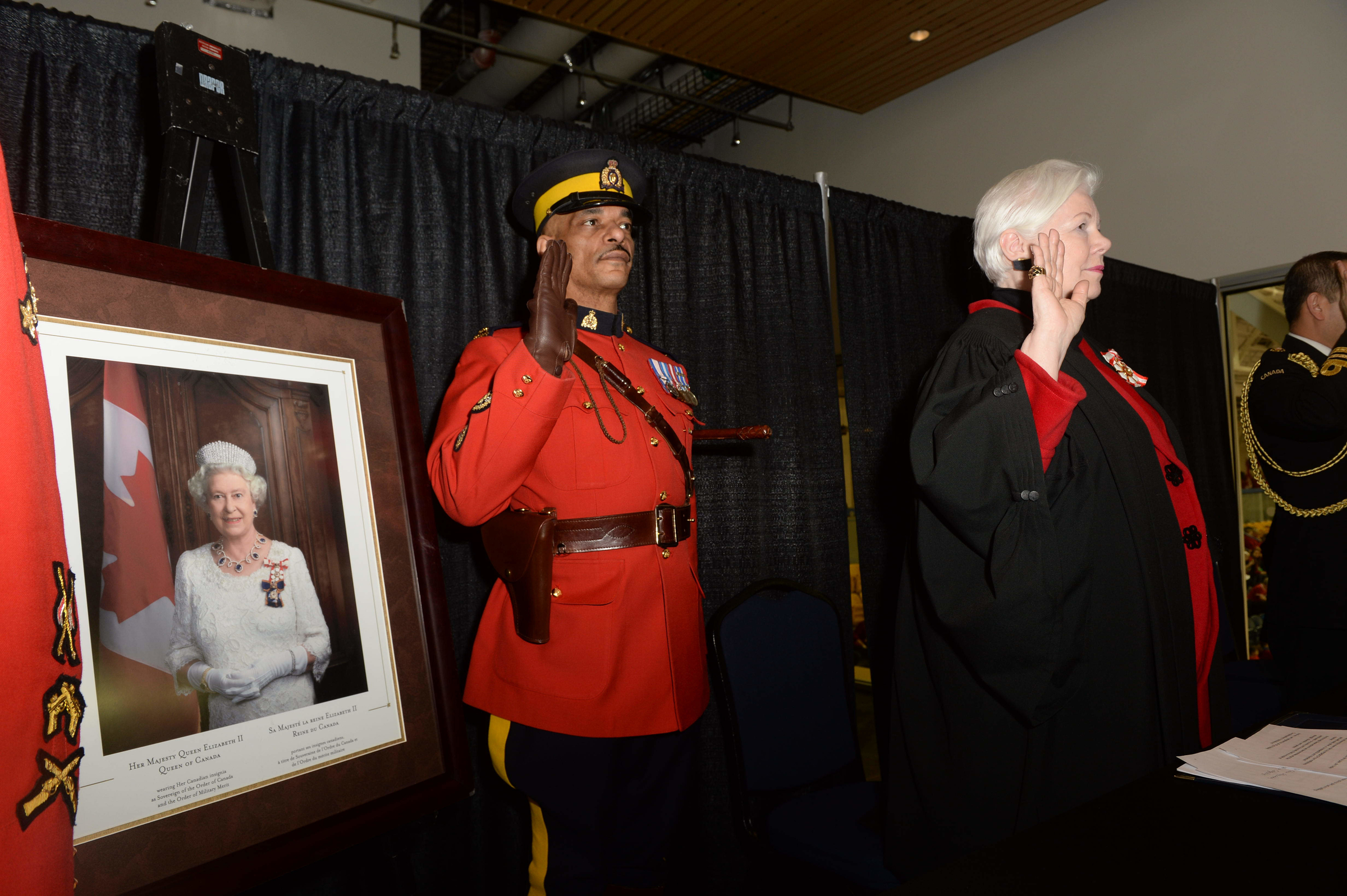
Kanadai állampolgári esküceremónia a bevándorlók számára, melynek fókuszában az uralkodó áll. Kötelező eleme a királyi portré, jelen esetben II. Erzsébeté.

Kanada népsűrűsége 2021-ben

Kanada lakossága a 2006-os népszámlálási adatok alapján 31 612 897 fő volt, ami 5,4%-os növekedést jelent 2001 óta. A növekedés nagyobbrészt az intenzív bevándorlást segítő politika eredménye. Ezzel Kanada a világ egyik leggyorsabban gyarapodó népességű állama (a 2020-as évek elején évi 1 millió fő körül). 2023. június 16-án a lakosság átlépte a 40 millió főt, amit megünnepeltek.
A lakosok körülbelül négyötöde az amerikai határ 150 kilométeres körzetén belül él. 37 285 800 ember él Kanadában a 2018-as népszámlálás alapján.
A lakosság hasonló aránya él városi területeken, melyek a Québec és Windsor városok közti vonalon (különösen a Greater Golden Horseshoe-ban, Torontót és környékét is beleértve, Montrealban és Ottawában), a Brit Columbiában levő Lower Mainlanden (Vancouverben és környékén), illetve az albertai Calgary és Edmonton városok alkotta vonal mentén koncentrálódnak.
Kanadában a legnagyobb az egy főre eső bevándorlási arány a világon, a gazdasági irányvonalnak és családegyesítéseknek köszönhetően. Emellett Kanada sok menekültet is befogad. Az új bevándorlók leginkább az olyan nagyvárosokban telepednek le, mint például Toronto és Vancouver. Az újonnan betelepülők száma 2010-ben a becslés szerint elérheti a 240 000–265 000 főt.
Más fejlett országokhoz hasonlóan, Kanadában is demográfiai elmozdulás van folyamatban egy öregebb népesség irányába, több nyugdíjassal és kevesebb munkaképes korú lakossal. 2006-ban a lakosság átlagos életkora 39,5 év volt. A népszámlálási adatok arra is rámutatnak, hogy bár a bevándorlás emelkedett 2001 óta (ami nagyobb mértékű népességnövekedést eredményezett, mint a megelőző népszámlálások közti időszakban) a kanadai lakosság elöregedése nem lassult le a vizsgált időszakban.

### Népességének változása
| Lakosok száma | 44   | 16 417 | 89 749 | 4 120 000 | 5 494 000 | 9 451 000 | 13 712 000 | 22 491 757 | 29 907 172 | 40 000 000 |
|               | 1605 | 1706   | 1765   | 1878      | 1902      | 1926      | 1950       | 1973       | 1997       | 2023       |

### Legnépesebb városok
| Kép      | Rang | Város       | Tartomány     | Népesség  | Rang | Város     | Tartomány     | Népesség | Kép     |
| -------- | ---- | ----------- | ------------- | --------- | ---- | --------- | ------------- | -------- | ------- |
| Toronto  | 1.   | Toronto     | Ontario       | 2 794 356 | 11.  | Surrey    | Brit Columbia | 568 322  | Calgary |
| Toronto  | 2.   | Montréal    | Québec        | 1 762 949 | 12.  | Québec    | Québec        | 549 459  | Calgary |
| Toronto  | 3.   | Calgary     | Alberta       | 1 306 784 | 13.  | Halifax   | Új-Skócia     | 439 819  | Calgary |
| Toronto  | 4.   | Ottawa      | Ontario       | 1 017 449 | 14.  | Laval     | Québec        | 438 366  | Calgary |
| Toronto  | 5.   | Edmonton    | Alberta       | 1 010 899 | 15.  | London    | Ontario       | 422 324  | Calgary |
| Montréal | 6.   | Winnipeg    | Manitoba      | 749 607   | 16.  | Markham   | Ontario       | 338 503  | Ottawa  |
| Montréal | 7.   | Mississauga | Ontario       | 717 961   | 17.  | Vaughan   | Ontario       | 323 103  | Ottawa  |
| Montréal | 8.   | Vancouver   | Brit Columbia | 662 248   | 18.  | Gatineau  | Québec        | 291 041  | Ottawa  |
| Montréal | 9.   | Brampton    | Ontario       | 656 480   | 19.  | Saskatoon | Saskatchewan  | 266 141  | Ottawa  |
| Montréal | 10.  | Hamilton    | Ontario       | 569 353   | 20.  | Kitchener | Ontario       | 256 885  | Ottawa  |

### Legnépesebb agglomerációk
| Agglomeráció                                          | Tartomány      | Népesség  |
| ----------------------------------------------------- | -------------- | --------- |
| Toronto Census metropolitan area                      | Ontario        | 6 202 225 |
| Montréal Census metropolitan area                     | Québec         | 4 291 732 |
| Vancouver Census metropolitan area                    | Brit Columbia  | 2 642 825 |
| Ottawa–Gatineau Census metropolitan area              | Ontario/Québec | 1 488 307 |
| Calgary Census metropolitan area                      | Alberta        | 1 481 806 |
| Edmonton Census metropolitan area                     | Alberta        | 1 418 118 |
| Québec Census metropolitan area                       | Québec         | 839 311   |
| Winnipeg Census metropolitan area                     | Manitoba       | 834 678   |
| Hamilton Census metropolitan area                     | Ontario        | 785 184   |
| Kitchener–Cambridge–Waterloo Census metropolitan area | Ontario        | 575 847   |
| London Census metropolitan area                       | Ontario        | 543 551   |
| Halifax Census metropolitan area                      | Új-Skócia      | 465 703   |
| St. Catharines–Niagara Census metropolitan area       | Ontario        | 433 604   |
| Windsor Census metropolitan area                      | Ontario        | 422 630   |
| Oshawa Census metropolitan                            | Ontario        | 415 311   |

### Etnikumok
A 2006-os népszámlálási adatok alapján a legnagyobb etnikai csoport az angol (21%), melyet a franciák (15,8%), a skótok (15,2%), az írek (13,9%), a németek (10,2%), az olaszok (5%), a kínaiak (3,9%), az ukránok (3,6%) és az őslakosok (3,5%) csoportja követ. A válaszadók körülbelül harmada a „kanadait” jelölte meg saját etnikumaként.
Kanada őslakossága körülbelül kétszer gyorsabban nő, mint a kanadai átlag, és 2006-ban a lakosság 3,8%-a vallott őslakos származást. A lakosság 16,2%-a tartozott nem őslakos látható kisebbséghez (a kanadai kormány meghatározása alapján a nem fehérek, illetve nem kaukázusiak, és nem is őslakosok). A legnagyobb látható kisebbségek a dél-ázsiaiak (4%), a kínaiak (3,9%) és a feketék (2,5%). 1961-ben Kanada népességének még kevesebb, mint 2%-a (körülbelül 300 000 fő) tartozott valamely látható kisebbséghez, az őslakosok száma pedig körülbelül 1% volt.
2006-ban Vancouver lakosságának 51%, Toronto lakosságának 46,9%-a tartozott valamelyik látható kisebbséghez. 2001 és 2006 között a látható kisebbségekből álló lakosság 27,2%-kal emelkedett. A Kanadai Statisztikai Hivatal (Statistics Canada) 2005. márciusi előrejelzése szerint a nem európai származásúak 2012-re többségbe kerülnek mind Torontóban, mind Vancouverben. Ugyanezen hivatal 2005-ös előrejelzése alapján a látható kisebbségek aránya 2017-re elérheti akár a 23%-ot is. Egy 2007-es kutatás megállapította, hogy majdnem minden ötödik kanadai (19,8%) külföldi születésű. Az új bevándorlók majdnem 60%-a Ázsiából (beleértve a Közel-Keletet is) származik.

### Nyelvek

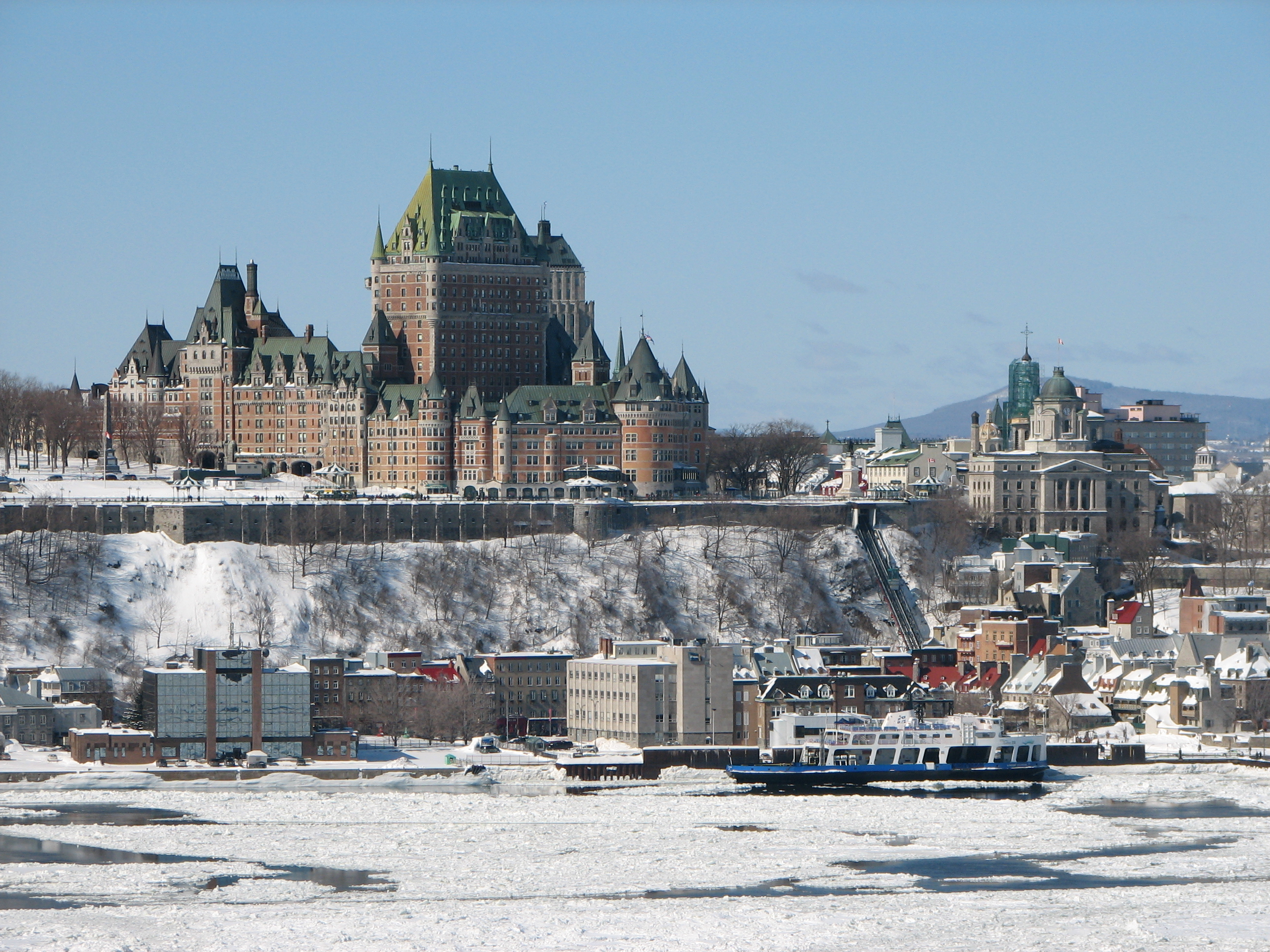
Québec city népessége főként francia-ajkúakból áll

Kanada két hivatalos nyelve az angol és a francia. A hivatalos kétnyelvűséget a jogok és szabadságok kanadai chartája, a hivatalos nyelvekről szóló törvény (Official Languages Act), és az úgynevezett hivatalosnyelv-szabályzatok (Official Language Regulations) definiálják, melyeket a hivatalos nyelvek biztosa alkalmaz. Az angolnak és a franciának azonos helyzete van a szövetségi bíróságokon, a parlamentben és az összes szövetségi intézményben. Az állampolgároknak joguk van, ahol megfelelő mértékű igény van erre, hogy a szövetségi kormány szolgáltatásait angolul vagy franciául vegyék igénybe és a hivatalos nyelvi kisebbségeknek biztosítva van az oktatás minden tartományban és területen.
Az angol és a francia a lakosság 59,7% illetve 23,2%-ának anyanyelve, és a lakosság 68,3%-a illetve 22,3%-a használja e nyelveket az otthonában. A kanadaiak 98,5%-a beszél angolul vagy franciául (67,5% csak angolul, 13,3% csak franciául, míg 17,7% mindkét nyelven beszél). Az angol és a francia hivatalos nyelvi közösségekként 73,0% és 23,6%-os lakossági arányt érnek el.
Bár a francia-ajkú kanadaiak több mint 85%-a Québecben él, mégis jelentős frankofón lakosság található Ontarióban, Albertában és Manitoba déli részén. Új-Brunswickban (New Brunswick), az egyetlen hivatalosan kétnyelvű tartományban a lakosság 33%-át teszi ki az acadiai (francia) népesség. Az acadiaiak emellett megtalálhatók Új-Skócia délnyugati részén, a Cape Breton-szigeten és a Prince Edward-sziget középső és nyugati részén. Québecen kívül Ontarióban él a legnagyobb francia-ajkú népesség. A francia nyelv chartája (Charter of the French Language) a franciát tette hivatalos nyelvvé Québecben.
A többi tartománynak nincs hasonló hivatalos nyelve, de az angol mellett a franciát használják az útmutatókban, a bíróságokon és más kormányzati szolgáltatások igénybevételénél. Manitobában, Ontarióban és Québecben az angol és francia nyelv egyaránt használható a tartományi törvényhozásban, és a törvényeket mindkét nyelven beiktatják. Ontarióban a francia rendelkezik jogi státusszal, de nem számít teljesen egyenrangúnak. Az Északnyugati területeken egyes bennszülött nyelvek is hivatalos státusszal rendelkeznek. A Nunavut területen főként az inuktitut nyelvet használják, és ez a terület egyik hivatalos nyelve a három közül.
Kanadában a két hivatalos nyelv mellett jelentős az egyéb nyelvek használata, melyeket több, mint hat millió ember jelölt meg elsőként használt nyelvként. A leggyakrabban használt nem hivatalos nyelvek közé tartozik a kínai (főként a kantoni, melyet 1 012 065 fő használ első nyelvként), az olasz (455 040 fő), a német (450 570 fő), pandzsábi (367 505 fő) és a spanyol (345 345 fő).
A 2001-es népszámlálás során 6 741 955 személy nevezte meg első nyelveként a franciát és 17 572 170-en vallották magukat angol anyanyelvűnek. Az őslakos nyelveket beszélők száma folyamatosan csökken, csak néhány kivétel akad: a krí (72 885), az eszkimó nyelvekhez tartozó inuktitut (29 010), és az ojibwa (melyet a krível együtt 150 000-en beszélnek).

### Vallási megoszlás
A vallási pluralizmus fontos részét képezi Kanada politikai kultúrájának. A 2001-es népszámlálás alapján a kanadaiak 77,1%-a tartja magát kereszténynek; ebből a katolikusok tették ki a legnagyobb csoportot (a kanadaiak 43,6%-a). A legnagyobb protestáns felekezet a Kanadai Egyesült Egyház (a kanadaiak 9,5%-a), melyet az anglikán (6,8%), a baptista (2,4%), az evangélikus (2%) illetve egyéb keresztények (4,4%) követnek. A kanadaiak körülbelül 16,5%-a nem jelzett semmilyen vallási kötődést, míg a maradék 6,3% nem keresztény vallásokhoz kötődik, melyek közül a legnagyobb az iszlám (2%), amit a judaizmus (1,1%) követ. A kanadai muszlimok száma 2017-re elérheti az 1,8 milliót.

## Oktatási rendszer
A kanadai oktatásért az egyes tartományok és területek felelősek. Minden rendszer hasonló, ugyanakkor tükrözi a regionális történelmet, kultúrát és földrajzot. Az iskolaköteles kor 5–7-től 16–18 évig terjed, ami hozzájárul a 99%-os felnőtt írástudási arányhoz. A középiskolát követő oktatást is a tartományi és területi kormányok felügyelik és finanszírozzák, míg a szövetségi kormány kutatási pályázatokat, diákhiteleket és ösztöndíjakat tart fenn. 2002-ben a 25 és 64 év közötti kanadaiak 43%-a rendelkezett középiskola utáni képzéssel; a 25 és 34 év közöttieknél ez az arány elérte az 51%-ot.

## Kultúra

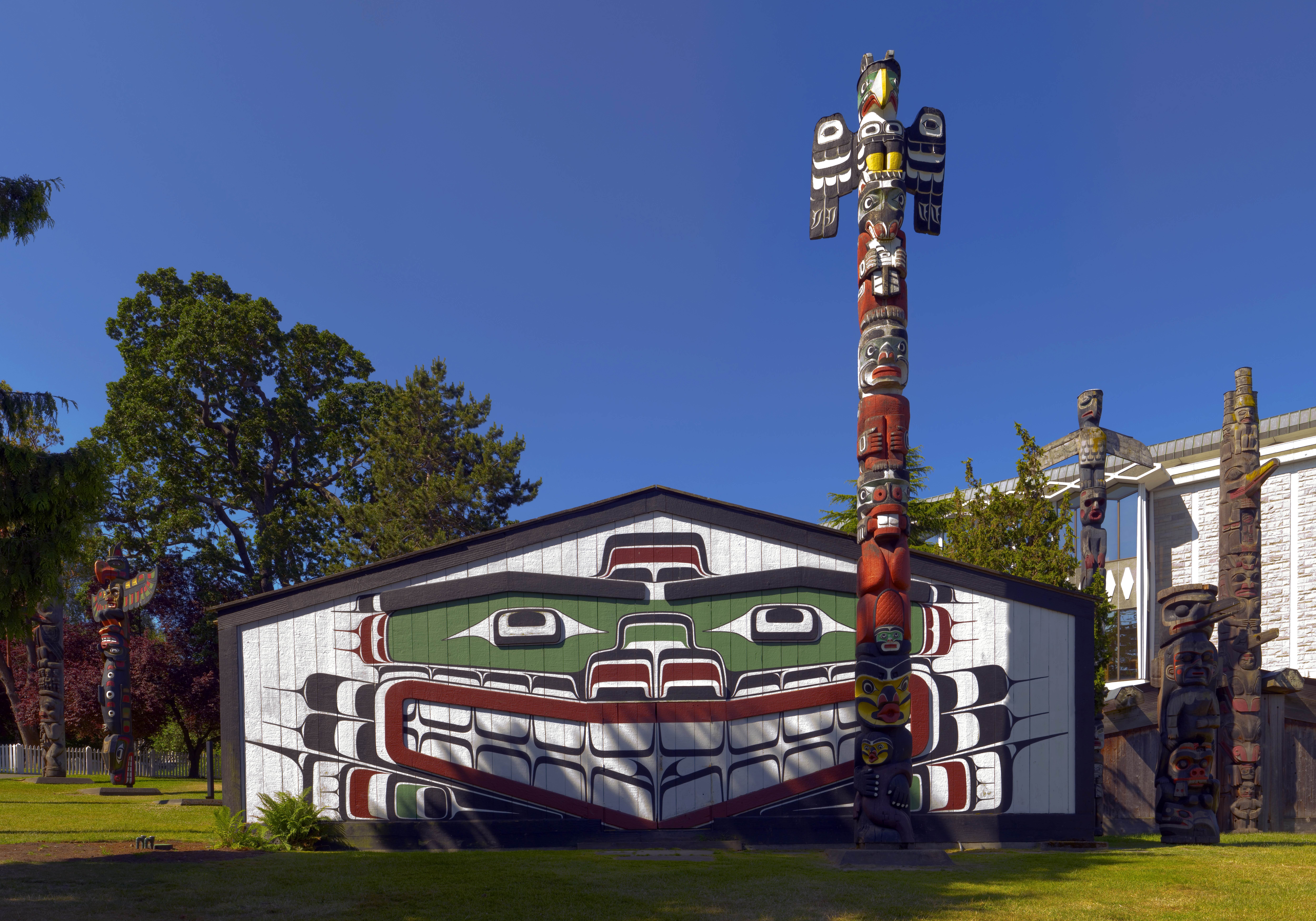
Egy Kwakwaka'wakw totemoszlop és hagyományos „nagy ház” Victoriában, Brit Columbia tartományban

A kanadai kultúrára történelmileg hatással volt a brit és a francia kultúra, valamint az őslakos kultúrák és hagyományok. Nagy hatással bírt az amerikai kultúra is a közelsége és a két ország közötti nagymértékű vándorlás miatt. Az angol-ajkú kanadai bevándorlók nagy többsége 1755 és 1815 között a tizenhárom gyarmatról származó amerikai volt. Az amerikai függetlenségi háború alatt és közvetlenül azt követően 46 ezer amerikai lojalista ment Kanadába. 1785 és 1812 között további 30 ezren költöztek Kanadába – az úgynevezett késő lojalisták –, miután földet ígértek nekik, ha hűséget esküsznek a koronának.
Az amerikai média és szórakoztatás népszerű, ha nem is domináns, angol Kanadában és fordítva, sok kanadai kulturális termék sikeres az Egyesült Államokban és világszerte másutt is. Sok kulturális terméket egy egyesített „észak-amerikai” vagy a globális piacra szánnak.
A kifejezetten kanadai kultúra létrehozását és megőrzését szövetségi kormányzati programok, törvények és olyan intézmények, mint a Canadian Broadcasting Corporation (CBC), a National Film Board of Canada és a Canadian Radio-television and Telecommunications Commission támogatják
Kanada földrajzilag óriási és etnikailag sokrétű ország. A kultúrájára nagy hatással volt a világ minden tájáról érkező bevándorlás. Sok kanadai nagyra tartja a multikulturalizmust és a kanadai kultúrát alapvetően multikulturálisnak tekinti. A multikulturális örökség az alapja a jogok és szabadságok kanadai chartája 27. szakaszának.
Kanada nemzeti szimbólumaira hatással voltak a természeti, történelmi és az első nemzetektől származó források. A juharlevél kanadai szimbólumként való használata a korai 18. századig nyúlik vissza. A juharlevél megjelenik Kanada jelenlegi és korábbi zászlain, az egy pennys érmén és Kanada címerén. Az egyéb kiemelkedő szimbólumok közé tartozik a hód, a kanadai lúd, a jeges búvár, a korona, a Királyi Kanadai Lovasrendőrség, valamint újabban a totemoszlop és az inukshuk is.

### Művészetek
Népszerű írók:
- Margaret Atwood
- Robertson Davies
- Timothy Findley
- Stephen Leacock
- Rohinton Mistry
- Lucy Maud Montgomery
- Farley Mowat
- Alice Munro
- Michael Ondaatje
- Gabrielle Roy
- Michel Tremblay

### Sport

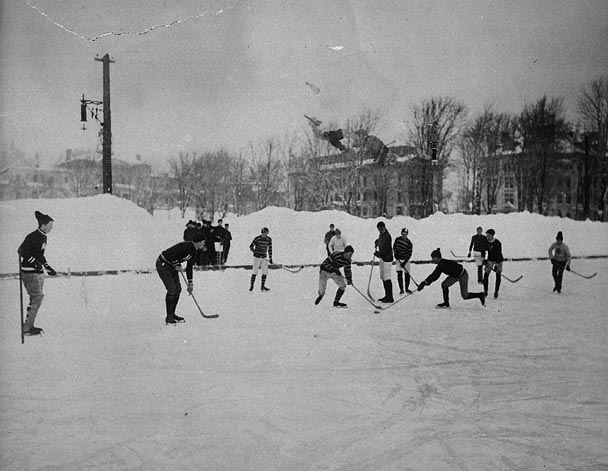
Egy jégkorongmeccs a McGill Egyetemen, Montrealban, Québec tartományban (1901)

Kanada hivatalos nemzeti sportjai a főként télen játszható jégkorong és a nyári sportok közé tartozó lacrosse. A hoki nemzeti időtöltésnek számít és egyben a legnézettebb sport is az országban. Legnépszerűbb sportként, 2004-ben 1,64 millióan játszották Kanadában. Kanada hat legnagyobb városi körzete – Toronto, Montreal, Vancouver, Ottawa, Calgary és Edmonton – jelen vannak egy-egy csapattal az amerikai National Hockey League (NHL) profi jégkorong ligában, és az NHL-ben több kanadai játékos van, mint ahány az összes többi országból együttvéve. A további kedvelt sportok közé tartozik a curling és a kanadai futball, az utóbbit a Canadian Football League-en belül professzionálisan játsszák. Amatőr és ifjúsági szinten sokan golfoznak, kosárlabdáznak, síelnek, fociznak, röplabdáznak és baseballoznak, de a profi ligák és csapatok nem számítanak elterjedtnek.
Kanada otthont adott több nagy nemzetközi sporteseménynek, köztük az 1976-os nyári olimpiának Montrealban, az 1988-as téli olimpiának Calgaryben és a 2007-es U20-as labdarúgó-világbajnokságnak. Kanada a házigazdája a 2010. évi téli olimpiai játékoknak Vancouverben és Whistlerben, Brit Columbiában.

#### Formula–1
Kanadának eddig egyetlenegy világbajnoka van: a szintén híres Formula–1-es pilóta Gilles Villeneuve fia, az 1997-es év világbajnoka, Jacques Villeneuve. A kanadai nagydíjat 1978 óta rendezik meg Montréalban, Kanadában a Circuit Gilles Villeneuve-ön. Az első futamot a Mosport Parkban rendezték az Ontario-tó mellett, Torontótól nem messze 1967-ben. A következő szezonban, 1970-ben a québeci Mont Tremblant-ban rendezték meg Kanada nagydíját. Aztán 1969-ben, és 1971-től 1977-ig ismét a Mosport Park adott otthont a kanadai nagydíjnak. 2017-ben debütált Lance Stroll a Williams-el, 2020-ban pedig Nicholas Latifi, szintén a Williams csapatával

## Média

### Egyéb, telekommunikációra vonatkozó adatok
|                | Kanada                            | Newfoundland |
| -------------- | --------------------------------- | ------------ |
| Hívójel prefix | CF-CK, CY-CZ, VA-VG, VX-VY, XJ-XO | VO           |
| ITU zóna       | 2, 3, 4, 9, 75                    | 9            |
| CQ zóna        | 1, 2, 3, 4, 5                     | 5            |

## Turizmus, látnivalók
Kanada nagy belföldi és külföldi turistaforgalommal büszkélkedhet. A világon a második legnagyobbnak számító Kanada földrajzi változatossága rendkívül nagy, ami vonzza a turistákat. A három legnagyobb város, Toronto, Vancouver és Montreal, a legfőbb városi területek, jól ismertek kultúrájukról és változatosságukról. Kanada történelmi helyei szintén fontosak a turizmus szempontjából.
- A Csendes-óceán partján fekvő Brit Columbia Kanada legnyugatibb tartománya. A telek a part menti területeken aránylag enyhék az ország többi részéhez viszonyítva.
- Alberta a préri legnyugatibb részén terül el a Sziklás-hegység mellett.
- Saskatchewanban két nagyobb város található, Regina és Saskatoon. A prérin levő tartomány rendelkezik a legtöbb golfpályával és az egy főre jutó legnagyobb vízfelülettel.
- Manitoba számos tó és folyó otthona, területe 14,5%-át tavak borítják.
- Ontario a legsűrűbben lakott tartomány, és egyben a második legnagyobb is.
- Québec fő vonzereje, hogy többségében francia kanadaiak lakják. Itt található Montreal, a világ második legnagyobb frankofón városa, amely sok látnivalóval szolgál.
- Új-Brunswick (New Brunswick), és ezen belül különösen Northumberland Strait, híres homokos partjai mentén található nyáron a legmagasabb hőmérsékletű tengervíz Virginiától északra.
- A Prince Edward-sziget Lucy Maud Montgomery, az Anne otthonra talál szerzőjének szülőhelye, akinek egykori otthona múzeumként szolgál. Emellett a sziget a paradicsomültetvényeiről és vörös iszapban gazdag partjairól is ismert.
- Újfundland és Labrador a jéghegyek és a fjordok miatt vonzza a látogatókat. A tartomány fővárosa, az 1497-ben, Giovanni Caboto által alapított St. John's, Észak-Amerika legrégebbi városa.
- Új-Skócia a tájairól, főként a Cape Breton-sziget hegyeiről ismert. A 18. századi Louisbourg erőd szintén fontos látnivaló.[199]
- A Yukon terület az itt lezajlott klondike-i aranylázról, az őslakosok kultúrájáról és látványos vadonjáról nevezetes. Évente több, mint 300 000 turista látogat el ide.
- Az Északnyugati területek látványosságai közé tartozik a sarki fény, az Északnyugati területek Bányászati Örökségének Társasága (N.W.T. Mining Heritage Society), valamint több folyó és nemzeti park
- Nunavut, a legészakibb kanadai terület, talán a legköltségesebb célpont a turisták számára.

## Nemzetközi besorolás
| Szervezet                                          | Vizsgálat                                                 | Besorolás      |
| -------------------------------------------------- | --------------------------------------------------------- | -------------- |
| State of World Liberty Project                     | State of World Liberty Index                              | 3. a 159-ből   |
| Az ENSZ Fejlesztési Programja                      | Emberi fejlettségi index                                  | 4. a 180-ból   |
| A.T. Kearney/Foreign Policy magazin                | Globalization Index 2007                                  | 8. a 72-ből    |
| International Institute for Management Development | World Competitiveness Yearbook 2008                       | 8. az 55-ből   |
| Világbank                                          | Ease of Doing Business 2009                               | 8. a 181-ből   |
| The Economist                                      | The World in 2005 – Worldwide quality-of-life index, 2005 | 14. a 111-ből  |
| Yale Egyetem/Columbia Egyetem                      | Environmental Sustainability Index, 2005                  | 6. a 146-ból   |
| Riporterek Határok Nélkül                          | Press Freedom Index 2008                                  | 13. a 173-ból  |
| Transparency International                         | Press Freedom Index 2008                                  | 9. a 180-ból   |
| Heritage Foundation/The Wall Sreet Journal         | Index of Economic Freedom, 2008                           | 7. a 157-ből   |
| The Economist                                      | Global Peace Index                                        | 8. a 140-ből   |
| Fund for Peace/Foreign Policy                      | Failed States Index, 2007                                 | 168. a 177-ből |
| Világgazdasági Fórum                               | Soundness of banks (2008–2009)                            | 1. a 134-ből   |
| The Economist                                      | Democracy Index                                           | 11. a 167-ből  |

## Ünnepek
| Időpont                                           | Név                            | Megjegyzés                                                                |
| ------------------------------------------------- | ------------------------------ | ------------------------------------------------------------------------- |
| Január 1.                                         | Újév                           |                                                                           |
| Változó, március 20. és április 23. között        | Nagypéntek                     | Jézus keresztre feszítésének napja, gyásznap                              |
| Változó, március 23. és április 26. között        | Húsvét hétfő                   | Jézus feltámadásának ünnepe                                               |
| Első hétfő május 24. előtt vagy hétfő május 24-én | Viktória-nap                   | Az uralkodó ünnepe                                                        |
| Július 1.                                         | Kanada-nap                     | Az 1867-es kanadai konföderáció és a domínium státus létrejöttének ünnepe |
| Szeptember első hétfője                           | A munka ünnepe                 |                                                                           |
| Október második hétfője                           | Hálaadás napja                 |                                                                           |
| November 11.                                      | Fegyverszünet napja            | Megemlékezés a hősi halottaktól                                           |
| December 25.                                      | Karácsony                      | Jézus születésnapja                                                       |
| December 26.                                      | Karácsony másnapja, Boxing day |                                                                           |

## Fordítás
- Ez a szócikk részben vagy egészben a Canada című angol Wikipédia-szócikk ezen változatának fordításán alapul.  Az eredeti cikk szerkesztőit annak laptörténete sorolja fel. Ez a jelzés csupán a megfogalmazás eredetét és a szerzői jogokat jelzi, nem szolgál a cikkben szereplő információk forrásmegjelöléseként.
- Ez a szócikk részben vagy egészben a  Transportation in Canada című angol Wikipédia-szócikk ezen változatának fordításán alapul.  Az eredeti cikk szerkesztőit annak laptörténete sorolja fel. Ez a jelzés csupán a megfogalmazás eredetét és a szerzői jogokat jelzi, nem szolgál a cikkben szereplő információk forrásmegjelöléseként.

### Magyar nyelven
- Kanada Világa - A kanadai magyar szó (Új! ajánlott)
- Kanada.lap.hu
- Kanadai Magyar Hálózat - kanadai-magyar térképes üzleti és apróhírdető adatbázis
- Kanadai Magyar Hírlap
- Kanada Kalauz
- Kiirtják az őslakosok kultúráját. Kitekintő.hu, 2009. október 28. [2009. október 31-i dátummal az eredetiből archiválva]. (Hozzáférés: 2009. október 28.)
- Kanada Nagykövetsége, Magyarország, Szlovénia és Bosznia-Hercegovina

### Angol nyelven
- Government of Canada Site – Site du gouvernement du Canada. [2004. november 3-i dátummal az eredetiből archiválva]. (Hozzáférés: 2004. november 3.)
- Civilization.ca – WarMuseum.ca
- The Atlas of Canada – L'Atlas du Canada. [2008. szeptember 2-i dátummal az eredetiből archiválva]. (Hozzáférés: 2008. szeptember 2.)
- Physical Map of Canada
- NotCanada.com – The Truth About Immigration To Canada

### Nyomtatott művek
Történelem és etimológia
- Maura, Juan Francisco (2009). „Nuevas aportaciones al estudio de la toponimia ibérica en la América Septentrional en el siglo XVI”. Bulletin of Spanish Studies 86 (5), 577–603. o.
- Rayburn, Alan. Naming Canada: Stories of Canadian Place Names, 2nd, Toronto: University of Toronto Press (2001). ISBN 0-8020-8293-9

Történelem
- Bothwell, Robert. History of Canada Since 1867. East Lansing, MI: Michigan State University Press (1996). ISBN 0-87013-399-3
- Bumsted, J.. History of the Canadian Peoples. Oxford, UK: Oxford University Press (2004). ISBN 0-19-541688-0
- Conrad, Margaret, Finkel, Alvin. Canada: A National History. Toronto: Longman (2003). ISBN 0-201-73060-X
- Morton, Desmond. A Short History of Canada, 6th, Toronto: M & S (2001). ISBN 0-7710-6509-4
- Stewart, Gordon T.. History of Canada Before 1867. East Lansing, MI: Michigan State University Press (1996). ISBN 0-87013-398-5

Kormányzat és jogrendszer
- Bickerton, James & Gagnon, Alain (eds.). Canadian Politics, 4th, Orchard Park, NY: Broadview Press (2004). ISBN 1-55111-595-6
- Brooks, Stephen. Canadian Democracy: An Introduction, 3rd edition, Don Mills, ON: Oxford University Press Canada (2000). ISBN 0-19-541503-5
- Dahlitz, Julie. Secession and international law: conflict avoidance – regional appraisals. The Hague: T.M.C. Asser Press (2003). ISBN 90-6704-142-4
- Forsey, Eugene A.. How Canadians Govern Themselves [archivált változat] (PDF), 6th edition, Ottawa: Canada (2005). ISBN 0-662-39689-8. Hozzáférés ideje: 2010. január 25. [archiválás ideje: 2005. október 16.]

Külkapcsolatok és haderő
- Eayrs, James. In Defence of Canada. Toronto: University of Toronto Press (1980). ISBN 0-8020-2345-2
- Fox, Annette Baker. Canada in World Affairs. East Lansing: Michigan State University Press (1996). ISBN 0-87013-391-8
- Morton, Desmond, Granatstein, J.L.. Marching to Armageddon: Canadians and the Great War 1914–1919. Toronto: Lester & Orpen Dennys (1989). ISBN 0-88619-209-9
- Morton, Desmond. A Military History of Canada. Toronto: McClelland & Stewart (1999). ISBN 0-7710-6514-0

Földrajz és éghajlat
- Natural Resources Canada. National Atlas of Canada. Ottawa: Information Canada (2005). ISBN 0-7705-1198-8
- Stanford, Quentin H. (ed.). Canadian Oxford World Atlas, 5th edition, Toronto: Oxford University Press (Canada) (2003). ISBN 0-19-541897-2

Gazdaság
- Central Intelligence Agency. The World Factbook [archivált változat]. Washington, DC: National Foreign Assessment Center. ISSN 1553-8133 (2005). ISBN 0585012865. Hozzáférés ideje: 2010. január 25. [archiválás ideje: 2008. augusztus 12.]
- Marr, William L.. Canada: An Economic History. Toronto: Gage (1980). ISBN 0-7715-5684-5
- Innis, Mary Quayle. An Economic History of Canada. Toronto: Ryerson Press. ASIN B0007JFHBQ (1943). ISBN 0802040292
- Wallace, Iain. A Geography of the Canadian Economy. Don Mills, ON: Oxford University Press (2002). ISBN 0-19-540773-3

Népesség és statisztikák
- Statistics Canada. Canada Year Book. Ottawa: Queen of Canada (2001). ISBN 0-660-18360-9
- szerk.: Leacy, F. H.: Historical statistics of Canada. Ottawa: Statistics Canada (1983). Hozzáférés ideje: 2010. január 25.

Nyelvek
- Office of the Commissioner of Official Languages: Annual Report - Special Edition. Office of the Commissioner of Official Languages, 2005. [2010. december 7-i dátummal az eredetiből archiválva]. (Hozzáférés: 2010. január 25.)
- Statistics Canada: Population by mother tongue, by province and territory. Statistics Canada, 2005. január 27. [2006. április 11-i dátummal az eredetiből archiválva]. (Hozzáférés: 2010. január 25.)
- Statistics Canada: Population by knowledge of official language, by province and territory. Statistics Canada, 2005. január 27. [2011. január 15-i dátummal az eredetiből archiválva]. (Hozzáférés: 2010. január 25.)

Kultúra
- Blackwell, John D.: Culture High and Low. International Council for Canadian Studies World Wide Web Service, 2005. [2014. augusztus 21-i dátummal az eredetiből archiválva]. (Hozzáférés: 2010. január 25.)
- Canadian Heritage. Symbols of Canada. Ottawa, ON: Canadian Government Publishing (2002). ISBN 0-660-18615-2 Hasonló online publikáció: The Symbols of Canada. Canadian Heritage. [2010. július 20-i dátummal az eredetiből archiválva]. (Hozzáférés: 2010. január 25.).
- Resnick, Philip. The European Roots Of Canadian Identity. Peterborough, Ont.: Broadview Press (2005). ISBN 1-55111-705-3